# Mùa bão Tây Bắc Thái Bình Dương 2021
Mùa bão Tây Bắc Thái Bình Dương 2021 là một sự kiện mà theo đó các xoáy thuận nhiệt đới hình thành ở vùng phía Tây Bắc của Thái Bình Dương trong năm 2021, chủ yếu từ tháng 5 đến tháng 12, chủ yếu là các cơn bão hình thành trong phạm vi của Thái Bình Dương ở Bắc Bán Cầu và từ kinh tuyến 100 đến 180 độ. Bão nhiệt đới hình thành trên toàn Tây Bắc Thái Bình Dương sẽ được đặt tên bởi Cục Khí tượng Nhật Bản JMA. Áp thấp nhiệt đới được Trung tâm Cảnh báo Bão Liên hợp JTWC theo dõi sẽ có thêm hậu tố "W" phía sau số thứ tự của chúng. Áp thấp nhiệt đới trở lên hình thành hoặc di chuyển vào khu vực mà Philippines theo dõi cũng sẽ được đặt tên bởi Cục quản lý Thiên văn, Địa vật lý và Khí quyển Philippines (PAGASA). Đó là lý do đôi khi vì sao một cơn bão lại có hai tên gọi khác nhau.

## Tóm tắt mùa bão

### Tóm tắt

#### Trên toàn khu vực
Mùa bão bắt đầu với một áp thấp nhiệt đới trên vùng biển Philippines vào ngày 19/01. Sau đó 1 tháng, cơn bão đầu tiên (Dujuan) hình thành và đổ bộ vào Philippines gây một số thiệt hại. Tháng 4 năm 2021, cơn bão Surigae trở thành cơn bão mạnh nhất trong tháng 4 từng ghi nhận được, song chỉ có tác động đến một số đảo ở Thái Bình Dương. Tháng 6, bão Choi-wan hình thành và đổ bộ Philippines, bắt đầu mùa mưa ở nước này và gây thiệt hại đáng kể. Bão Koguma ngay sau đó hình thành trên biển Đông và đổ bộ vào khu vực Bắc Trung Bộ (tỉnh Thanh Hóa) của Việt Nam, tác động đến đảo Hải Nam (Trung Quốc) và Lào. Bão Champi hình thành vào nửa cuối tháng 6, song ít gây tác động đến đất liền.
Sang tháng 7 xoáy thuận nhiệt đới hoạt động nhộn nhịp hơn, song phần lớn cường độ yếu hoặc không quá mạnh. Đầu tháng 7, xuất hiện 2 áp thấp nhiệt đới tác động đến Philippines, Trung Quốc và Việt Nam. Nửa sau tháng 7, xuất hiện bão In-fa, Cempaka đổ bộ vào Trung Quốc, khi nước này đang hứng chịu trận lụt tồi tệ nhất trong nhiều năm qua (tại tỉnh Hà Nam). Bão Cempaka có quỹ đạo khá phức tạp, vòng qua khu Đông Bắc Việt Nam xuống Vịnh Bắc Bộ và tan trên biển Đông. Hai cơn bão đều đã gây thiệt hại nặng tại Trung Quốc, bão Cempaka còn có những tác động đến phía Bắc Việt Nam. Bão Nepartak hình thành ngay khi sau đó và đổ bộ vào Nhật Bản trong thời gian nước này tổ chức Thế vận hội Mùa hè 2020.
Cuối tháng 7, đầu tháng 8, một loạt các áp thấp nhiệt đới hình thành trên Tây Bắc Thái Bình Dương. Ba trong những số đó mạnh lên thành các cơn bão: Lupit, Nida và Mirinae. Hai cơn bão Lupit, Mirinae có những ảnh hưởng tới Trung Quốc, Đài Loan và Nhật Bản. Bão Omais sau đó đổ bộ vào Hàn Quóc ở cường độ áp thấp nhiệt đới. Tháng 8 năm 2021 lần đầu tiên không xuất hiện bão cuồng phong trên Tây Bắc Thái Bình Dương.
Từ tháng 9 đến tháng 10 năm 2021, một loạt xoáy thuận nhiệt đới liên tục hình thành, trong đó có hai siêu bão đó là Chanthu, Mindulle và đều tác động đến Nhật Bản.  Riêng Chanthu còn tác động đến Trung Quốc, Đài Loan và Phillippines. Bão Conson, Kompasu đều tác động và gây thiệt hại nặng ở Philippines và Việt Nam. Bão Dianmu cùng với Lionrock đổ bộ vào Việt Nam, Lionrock và Kompasu cũng tác động và gây thiệt hại nặng tại đảo Hải Nam (Trung Quốc).
Mùa bão bất ngờ im ắng trong nửa đầu tháng 11, và đến nửa cuối tháng 11 và tháng 12 xuất hiện hai siêu bão Nyatoh, Rai. Bão Rai là một trong những cơn bão mạnh nhất đổ bộ Philippines cũng là một trong những cơn bão mạnh nhất trên biển Đông. Bão Rai gây thiệt hại vô cùng nghiêm trọng tại Philippines. Hơn nữa, cũng có một áp thấp nhiệt đới đổ bộ vào khu vực Malaysia gây ngập lụt nghiêm trọng vào giữa tháng 12.
Nhìn chung, mùa bão 2021 hoạt động tương đương mùa bão 2020 và yếu hơn so với trung bình nhiều năm. Cả năm có 22 cơn bão và 9 cơn bão cuồng phong (ít hơn năm 2020) song số siêu bão lại nhiều hơn (5 của 2021 so với 2 của 2020). Tuy nhiên, bão trong năm 2021 có phần bị rải rác về các tháng trong năm nên cũng có thể nói là hoạt động có phần yếu hơn một chút so với năm 2020 (năm 2020 bão tập trung nhiều về 7 tháng mùa bão).

#### Trên biển Đông và đất liền Việt Nam
Kể từ năm 2021, phân loại bão và áp thấp nhiệt đới ở Việt Nam tại trang này cũng như các trang Mùa bão Tây Bắc Thái Bình Dương sẽ thực hiện theo đúng quy định được đặt ra tại Quyết định số 18/QĐ-TTg của Thủ tướng Chính phủ, ban hành ngày 22 tháng 4 năm 2021. Theo đó bão, ATNĐ ở nước ta gồm 05 cấp: Áp thấp nhiệt đới (cấp 6-7), Bão (bão thường, cấp 8-9), Bão mạnh (cấp 10-11), Bão rất mạnh (cấp 12-15), Siêu bão (từ cấp 16 trở lên); không có các từ "cuồng phong", "nhiệt đới" đi kèm đối với các cơn bão.
| Phân loại                  | Số lượng bão và ATNĐ theo tháng | Số lượng bão và ATNĐ theo tháng | Số lượng bão và ATNĐ theo tháng | Số lượng bão và ATNĐ theo tháng | Số lượng bão và ATNĐ theo tháng | Số lượng bão và ATNĐ theo tháng | Số lượng bão và ATNĐ theo tháng | Tổng |
| Phân loại                  | Tháng 6                         | Tháng 7                         | Tháng 8                         | Tháng 9                         | Tháng 10                        | Tháng 11                        | Tháng 12                        | Tổng |
| -------------------------- | ------------------------------- | ------------------------------- | ------------------------------- | ------------------------------- | ------------------------------- | ------------------------------- | ------------------------------- | ---- |
| ATNĐ (cấp 6-7)             | 0                               | 2                               | 0                               | 0                               | 1                               | 0                               | 0                               | 3    |
| Bão (bão thường) (cấp 8-9) | 2                               | 0                               | 1                               | 1                               | 1                               | 0                               | 0                               | 5    |
| Bão mạnh (cấp 10-11)       | 0                               | 0                               | 0                               | 1                               | 1                               | 0                               | 0                               | 2    |
| Bão rất mạnh (cấp 12-15)   | 0                               | 1                               | 0                               | 0                               | 0                               | 0                               | 0                               | 1    |
| Siêu bão (≥ cấp 16)        | 0                               | 0                               | 0                               | 0                               | 0                               | 0                               | 1                               | 1    |
| Tổng                       | 2                               | 3                               | 1                               | 2                               | 3                               | 0                               | 1                               | 12   |

| Bão số          | Tên quốc tế                        | Khu vực đổ bộ                                                         | Tâm bão đi qua                  | Tâm bão đi qua                       | Thời gian vào bờ | Cấp gió lúc đổ bộ | Cấp bão mạnh nhất trên biển | Các khu vực ảnh hưởng                                                                |
| Bão số          | Tên quốc tế                        | Khu vực đổ bộ                                                         | Tỉnh                            | Trạm khí tượng/thủy văn gần bão nhất | Thời gian vào bờ | Cấp gió lúc đổ bộ | Cấp bão mạnh nhất trên biển | Các khu vực ảnh hưởng                                                                |
| --------------- | ---------------------------------- | --------------------------------------------------------------------- | ------------------------------- | ------------------------------------ | ---------------- | ----------------- | --------------------------- | ------------------------------------------------------------------------------------ |
| 1               | Choi-wan                           | Ra khỏi biển Đông (04/06)                                             | -                               | -                                    | -                | -                 | Cấp 8                       | -                                                                                    |
| 2               | Koguma                             | Bắc Trung Bộ                                                          | Thanh Hóa                       | Sầm Sơn                              | 13/06            | Cấp 9             | Cấp 9                       | Bắc Bộ Bắc Trung Bộ Trung Trung Bộ                                                   |
| 3               | Cempaka                            | Bắc Bộ (trước đó đổ bộ vào miền Nam Trung Quốc)                       | Quảng Ninh                      | Móng Cái (phía Đông Nam trạm)        | 23/07            | Cấp 6             | Cấp 12                      | Bắc Bộ Bắc Trung Bộ                                                                  |
| 4               | Lupit                              | Miền Nam Trung Quốc (lần 2: Đài Loan và ra khỏi biển Đông ngày 06/08) | -                               | -                                    | 05/08            | Cấp 9             | Cấp 9                       | Bắc Bộ (gián tiếp gây mưa từ vùng hội tụ gió tiền thân của bão từ đêm 31/07 – 02/08) |
| 5               | Conson                             | Yếu thành vùng thấp ở vùng biển ven bờ Trung Trung Bộ                 | Quảng Ngãi (không vào đất liền) | Đảo Lý Sơn                           | 12/09            | Cấp 6             | Cấp 10                      | Bắc Trung Bộ Trung Trung Bộ Bắc Tây Nguyên                                           |
| 6               | Dianmu                             | Trung Trung Bộ                                                        | Quảng Nam                       | Tam Kỳ (phía Bắc trạm)               | 23/09            | Cấp 7             | Cấp 8                       | Tây Nguyên Nam Trung Bộ Trung Trung Bộ                                               |
| 7               | Lionrock                           | Bắc Bộ                                                                | Thái Bình                       | Ba Lạt (Huyện Tiền Hải)              | 10/10            | Cấp 6             | Cấp 8                       | Bắc Bộ Bắc Trung Bộ Trung Trung Bộ                                                   |
| 8               | Kompasu                            | Bắc Trung Bộ Yếu thành vùng thấp                                      | Thanh Hóa                       | Nghi Sơn                             | 14/10            | <Cấp 6            | Cấp 11                      | Bắc Bộ Bắc Trung Bộ Trung Trung Bộ                                                   |
| 9               | Rai                                | Tan ở Bắc Biển Đông ngày 21/12                                        | -                               | -                                    | -                | -                 | Cấp 16                      | Trung Trung Bộ Nam Trung Bộ                                                          |
| ATNĐ            |                                    |                                                                       |                                 |                                      |                  |                   |                             |                                                                                      |
| ATNĐ 01 tháng 7 | 08W Số hiệu JTWC                   | Bắc Trung Bộ Yếu thành vùng thấp                                      | Thanh Hoá                       | Sầm Sơn                              | 08/07            | <Cấp 6            | Cấp 7                       | Bắc Bộ Bắc Trung Bộ Trung Trung Bộ                                                   |
| ATNĐ 02 tháng 7 | Emong (tên địa phương Philippines) | Tan ở Đông Bắc Biển Đông ngày 06/07                                   | -                               | -                                    | -                | -                 | Cấp 6                       | -                                                                                    |
| ATNĐ tháng 10   | 26W Số hiệu JTWC                   | Nam Trung Bộ                                                          | Khánh Hòa                       | Nha Trang                            | 27/10            | Cấp 6             | Cấp 7                       | Trung Trung Bộ Nam Trung Bộ Tây Nguyên Đông Nam Bộ                                   |

Mùa bão trên biển Đông bắt đầu vào ngày 03/6, thời điểm tương đương TBNN, khi cơn bão Choi-wan đi vào biển Đông trở thành cơn bão số 1, tuy nhiên chỉ tồn tại trên biển Đông khoảng 1,5 ngày trước khi ra khỏi biển Đông. Một tuần sau đó, một vùng áp thấp mạnh lên thành ATNĐ trên biển Đông, khi tiến sát Vịnh Bắc Bộ đã mạnh lên thành bão số 2 (Koguma) vào chiều ngày 12/06. Sau khoảng 18h tồn tại ở cấp bão, bão số 2 đã đổ bộ vào phía Bắc tỉnh Thanh Hoá và suy yếu nhanh, gây mưa to, dông lốc, gió giật mạnh cho Bắc Bộ và Trung Bộ kèm theo một số thiệt hại trong bối cảnh dịch Covid-19 vẫn đang diễn biến phức tạp tại các tỉnh phía Bắc nước ta và các địa phương tổ chức thi tuyển vào lớp 10. Tháng 7 năm 2021, bão trên biển Đông hoạt động mạnh dần với 1 cơn bão và 2 áp thấp nhiệt đới. Áp thấp nhiệt đới số 01 tháng 7 (số hiệu của Mỹ là 08W) ảnh hưởng trực tiếp đến các tỉnh Bắc Bộ và Bắc Trung Bộ trong thời gian diễn ra kỳ thi tốt nghiệp Trung học phổ thông, lần đầu tiên từ khi đất nước thống nhất năm 1975. Cơn bão số 3 (Cempaka) mạnh lên cấp 12 ngay trên biển Đông, đổ bộ vào Quảng Đông (Trung Quốc), sau đó đi sang Quảng Tây, suy yếu thành áp thấp nhiệt đới, đi vào phía Đông Bắc tỉnh Quảng Ninh (thành phố Móng Cái) và vòng xuống Vịnh Bắc Bộ, đi dọc theo đường bờ biển từ Quảng Ninh đến Hà Tĩnh (với khoảng cách so với bờ trên dưới 100 km) và gây mưa lớn cho các tỉnh Bắc Bộ và từ Thanh Hóa đến Thừa Thiên-Huế với lượng mưa dao động 100-300mm, kèm theo một số thiệt hại về tài sản.
Tháng 8/2021 mùa bão khá im ắng, khi chỉ xuất hiện cơn bão số 4 (Lupit) nhưng đổ bộ vào Trung Quốc. Từ giữa tháng 9 đến cuối tháng 10 năm 2021, 4 cơn bão và 1 áp thấp nhiệt đới xuất hiện trên biển Đông và ảnh hưởng trực tiếp đến đất liền nước ta, gây thời tiết xấu cho các tỉnh Trung Bộ. Bão số 5 (Conson) tuy không đổ bộ trực tiếp vào đất liền, cùng với bão số 6 (Dianmu) đổ bộ vào Quảng Nam sau đó, đã mang mưa lớn cho các tỉnh miền Trung, gây nên một số tổn thất về tài sản trong bối cảnh đợt dịch Covid-19 thứ 4 đang bùng phát khá mạnh tại các tỉnh này. Đầu tháng 10, bão số 7 (Lionrock) đổ bộ trái mùa vào các tỉnh Đồng bằng Bắc Bộ (tỉnh Thái Bình); ngay sau đó bão số 8 (Kompasu) suy yếu trên vùng biển gần bờ từ Nam Định đến Thanh Hóa, kết hợp không khí lạnh, đã gây ra gió mạnh và mưa lớn trên diện rộng cho các tỉnh Bắc Bộ và các tỉnh Trung Bộ (riêng đối với các tỉnh Bắc Bộ, đây là lượng nước rất quan trọng nhằm bù đắp một phần lượng mưa thiếu hụt trong suốt các tháng mùa mưa trước đó nhưng mưa ít). Cuối tháng 10, xuất hiện áp thấp nhiệt đới trên biển Đông, đổ bộ vào Khánh Hòa. Các xoáy thuận trong tháng 10 kết hợp gió Đông Bắc và nhiễu động trong đới gió Đông trên cao, đã gây ra mưa và lũ cho các tỉnh miền Trung (tuy không khốc liệt, cực đoan, dồn dập như năm 2020).
Tháng 11 năm 2021 không xuất hiện bất kỳ một xoáy thuận nhiệt đới nào trên biển Đông và là lần đầu tiên xuất hiện năm La Nina nhưng lại không có xoáy thuận nhiệt đới trên biển Đông trong tháng 11. Tháng 12 năm 2021, siêu bão Rai đi vào biển Đông và trở thành cơn bão số 9, tiếp tục mạnh lên trở thành một trong những cơn bão mạnh nhất trong lịch sử trên biển Đông; cũng như cơn bão mạnh nhất trong tháng 12 trên biển Đông kể từ khi có số liệu quan trắc. Bão Rai không ảnh hưởng trực tiếp, cũng như không đổ bộ vào đất liền nước ta. Song rìa Tây bão tác động gián tiếp, kết hợp không khí lạnh vẫn gây mưa vừa, mưa to và gió giật mạnh cấp 6-7 ở ven biển các tỉnh Trung và Nam Trung Bộ. Đặc biệt trên biển bão đã gây gió mạnh 46 m/s, giật 57 m/s (cấp 14 giật cấp 17) và làm vặn gãy 2 cột đo gió của trạm Khí tượng Hải văn Song Tử Tây (quần đảo Trường Sa), cũng như làm đổ nhiều cây xanh trên đảo. Đây cũng là cơn bão kết thúc mùa bão năm 2021 trên biển Đông.
Tóm lại, năm 2021 mùa bão hoạt động không mạnh và dồn dập như năm 2020 với 9 cơn bão và 3 áp thấp nhiệt đới, tương đương trung bình nhiều năm (12 cơn). Thời điểm bắt đầu mùa bão năm 2021 là ngày 03/6, tương đương so với mốc trung bình nhiều năm và kết thúc muộn (ngày 20/12); cường độ của chúng, trừ bão số 3 và bão số 9, hầu hết là không quá mạnh. Thậm chí, các cơn bão đổ bộ trực tiếp vào đất liền nước ta đều không quá cấp 9. Mạnh nhất khi vào bờ là cơn bão số 2 ở Thanh Hóa với sức gió cấp 9, giật cấp 10 (ghi nhận tại Văn Lý), các cơn còn lại chủ yếu cấp 6-7. Năm 2021 có 4 cơn bão, áp thấp nhiệt đới đổ bộ trực tiếp vào đất liền nước ta là bão số 2, bão số 6, bão số 7 và ATNĐ tháng 10. Ngoài ra, bão số 3, bão số 5, bão số 8 và ATNĐ 1 tháng 7, dù suy yếu trước khi tiếp cận bờ biển Việt Nam hay đi vòng từ phía Nam Trung Quốc xuống, không đổ bộ thẳng vào nước ta, song chúng vẫn ảnh hưởng trực tiếp đến đất liền các tỉnh ven biển Bắc và Trung Bộ. Bão số 9 ảnh hưởng gián tiếp đến đất liền Trung và Nam Trung Bộ. Như vậy, có 9/12 cơn bão, ATNĐ trong năm 2021 có ảnh hưởng đến đất liền nước ta (8 trực tiếp, 1 gián tiếp). Hướng di chuyển chủ yếu là hướng Tây Tây Bắc. Trong đó chia làm 3 chùm chính:
- Chùm thứ nhất: gồm các cơn bão đổ bộ hoặc suy yếu ở ven bờ biển các tỉnh từ Quảng Ninh đến Thanh Hóa. Gồm các cơn bão và ATNĐ sau: Bão số 2, 3, 7, 8 và ATNĐ 1 tháng 7. Đây cũng là hướng chủ đạo của bão và ATNĐ năm 2021.
- Chùm thứ hai: gồm các cơn bão và ATNĐ đổ bộ hoặc suy yếu ở ven bờ biển các tỉnh từ Quảng Nam đến Khánh Hòa. Gồm các cơn bão và ATNĐ sau: Bão số 5, 6 và ATNĐ tháng 10.
- Chùm thứ ba: gồm các cơn bão và ATNĐ tan ở Bắc Biển Đông, đổ bộ Đông Nam Trung Quốc hoặc ra khỏi biển Đông. Gồm các cơn bão và ATNĐ sau: Bão số 1, 4, 9 và ATNĐ 2 tháng 7.

Theo báo cáo của Tổng cục Phòng, chống thiên tai, tính đến ngày 20/12/2021, thiên tai năm 2021 đã làm 108 người chết và mất tích, bằng 46% trung bình 10 năm vừa qua và thấp nhất trong 30 năm vừa qua, thiệt hại ước tính trên 4.970 tỷ đồng, bằng 22% so với trung bình 10 năm vừa qua (Trung bình 10 năm 2012 - 2021, có 230 người chết, mất tích thiệt hại kinh tế: 22.632 tỷ đồng). Thiệt hại về người do bão năm 2021 là 5 người; giảm thiểu so với một số năm bão lớn gần đây như năm 2017: 43 người, năm 2020: 25 người.

## Danh sách các xoáy thuận nhiệt đới

### Bão nhiệt đới Dujuan (Auring)
Cấp bão Nhật Bản: 40 kt - 996 hPa - Bão nhiệt đới
Cấp bão Hoa Kỳ: 45 kt - 991 hPa -  Bão nhiệt đới
Cấp bão Đài Loan: 20 m/s - Bão nhiệt đới
Cấp bão Trung Quốc: 23 m/s (Cấp 9) - 990 hPa - Bão nhiệt đới
Cấp bão Hồng Kông: 75 km/h - Bão nhiệt đới
Cấp bão Hàn Quốc: 21 m/s - Bão nhiệt đới yếu
Cấp bão Philippines: 95 km/h - Bão nhiệt đới dữ dội
- Vào ngày 16 tháng 2, Cơ quan Khí tượng Nhật Bản (JMA) báo cáo rằng một áp thấp nhiệt đới đã phát triển trên vùng Biển Philippine. Chỗ lõm thể hiện các đặc điểm dải đối lưu, bao bọc thành một trung tâm lưu thông tầng thấp vô tổ chức. Trong khu vực thuận lợi để phát triển thêm, với gió đứt thẳng đứng từ thấp đến trung bình, hướng cực mạnh dòng chảy và nhiệt độ từ 29–30 °C (84–86 °F). Hệ thống bắt đầu tăng cường. Đến 3:00 giờ UTC ngày 17 tháng 2, áp thấp nhiệt đới đã đi vào Khu vực trách nhiệm của Philippines (PAR), và được đặt tên là  Auring  bởi PAGASA. Điều này khiến Dujuan trở thành cơn bão được đặt tên đầu tiên trong CCHC vào 2021. Khi hệ thống theo dõi theo hướng Tây Tây Bắc, nó tiếp tục mạnh lên cho đến khi được nâng cấp thành bão nhiệt đới bởi JTWC và PAGASA vào đầu giờ ngày 18 tháng 2. Vào lúc 7:00 UTC cùng ngày, JMA đã làm theo lệnh của JTWC và PAGASA để nâng cấp hệ thống thành một cơn bão nhiệt đới và đặt tên cho hệ thống là Dujuan. Vào lúc 03:00 UTC ngày 19 tháng 2, PAGASA đã nhanh chóng nâng cấp Dujuan thành một cơn bão nhiệt đới nghiêm trọng, trước khi hạ cấp trở lại. Sự cắt ngang gió dọc kết hợp với gió mùa Đông Bắc vẫn tiếp tục tồn tại, ảnh hưởng đến hệ thống, PAGASA cập nhật thời tiết ngày 21 tháng 2 năm 2021 và vào ngày 22 tháng 2, JMA, JTWC và PAGASA đã hạ cấp hệ thống xuống áp thấp nhiệt đới sau mức thấp trung tâm hoàn lưu cấp (LLCC) đã suy yếu trước khi đổ bộ. JMA và JTWC đã đưa ra lời khuyên cuối cùng của họ ngay sau đó. Bão đổ bộ vào đảo Batag ở Laoang, Bắc Samar lúc 09:00 PHT (01:00 UTC) cùng ngày. Trước khi đi qua Quần đảo Rapu-Rapu ở Albay, PAGASA đã tuyên bố cơn bão là một vùng áp suất thấp và đưa ra bản tin cuối cùng về cơn bão. Cơn bão tan thành tàn dư vào cùng ngày vài giờ trước nửa đêm. Tàn dư trôi dạt về Đài Loan và tan vào trưa 23 tháng 2.

### Bão Surigae (Bising)
Cấp bão Việt Nam: Cấp 17 (215 km/h) - Siêu bão
Cấp bão Nhật Bản: 120 kt - 895 hPa - Bão cuồng phong
Cấp bão Hoa Kỳ: 170 kt- 882 hPa - Siêu bão cuồng phong cấp 5
Cấp bão Đài Loan: 55 m/s - Bão cuồng phong
Cấp bão Hồng Kông: 240 km/h - Siêu bão
Cấp bão Trung Quốc: 72 m/s (trên cấp 17) - 895 hPa - Siêu bão
Cấp bão Philippines: 215 km/h - Bão cuồng phong
Cấp bão Macao: 220 km/h - Siêu bão nhiệt đới
- Đây là cơn bão mạnh nhất trong tháng 4 từng  ghi nhận ở khu vực Bắc Bán cầu.
- Vào ngày 12 tháng 4, một áp thấp nhiệt đới hình thành ở đảo Guam. Đến ngày 13 tháng 4, áp thấp nhiệt đới mạnh lên thành bão. Vài ngày sau, bão tiến tới Philippines, do gặp điều kiện thuận lợi nên bão mạnh lên. Đến ngày 17 tháng 4, cơn bão đã đạt mức cấp Siêu bão với cấp 17, bão gần Philippines nên đã gây gió gật rất mạnh. Indonesia cũng bị ảnh hưởng vì tán bão rộng. Dự đĩnh bão sẽ đổ bộ vào Philippines và vào Biển Đông. Nhưng sau đó nó đã ngoặt lại, bão đi lên vùng biển Philippines và ra đến đảo Đài Loan thì suy yếu. Tàn dư của Surigae đi ngoặt lên bắc Thái Bình Dương thì thành xoáy thuận ngoại nhiệt đới và mạnh lên thành bão và đi hướng Đông Nam, rồi ngoặt lên Đông Bắc thì suy yếu và tan ở Viễn Đông Nga.

### Áp thấp nhiệt đới 03W (Crising)
Cấp bão Việt Nam: Cấp 6 (45 km/h) - Áp thấp nhiệt đới
Cấp bão Nhật Bản: 30 kt - 1004 hPa - Áp thấp nhiệt đới
Cấp bão Hoa Kỳ: 35 kt - 1002 hPa - Bão nhiệt đới
Cấp bão Philippines: 65 km/h - Bão nhiệt đới
Vào ngày 11 tháng 5, JTWC đã ghi nhận một khu vực đối lưu dai dẳng trên Biển Philippines, cách Palau khoảng 184 nmi (341 km) về phía tây. JTWC đã ban hành TCFA cho đối lưu vào ngày 12 tháng 5, vì nó tiếp tục phát triển trong môi trường có sức cắt gió dọc thấp và nhiệt độ bề mặt biển ấm. Chỉ ba giờ sau, cơ quan này nhận ra rằng khu vực đối lưu đã nhanh chóng hợp nhất thành một áp thấp nhiệt đới và gán cho nó với số hiệu là 03W.  Cũng trong khoảng thời gian đó, JMA cũng đã công nhận cơn bão là một áp thấp nhiệt đới khi nó đang ở phía đông Mindanao. Kể từ khi cơn bão phát triển trong khu vực của Philippines Trách nhiệm, các Pagasa ngay lập tức đặt tên cho cơn bão Crising một lần cơ quan công nhận nó như là một áp thấp nhiệt đới là tốt, và sau đó đưa ra tín hiệu cảnh báo số 2 cho các khu vực ở Mindanao. Vào những giờ đầu ngày 13 tháng 5, JTWC đã nâng cấp hệ thống này thành một cơn bão nhiệt đới, và PAGASA sẽ tuân theo vài giờ sau đó.  Cuối ngày hôm đó, trung tâm hoàn lưu tầng thấp của Caging bị lộ ra do gió cắt, và nó bị mất tổ chức. Vào lúc 8:20 sáng Philippines (12:20 UTC), Cashing đổ bộ vào Baganga, Davao Oriental như một cơn bão nhiệt đới đang suy yếu. Nó nhanh chóng suy thoái ngay khi đổ bộ vào đất liền, với cả JTWC và PAGASA đều hạ cấp nó thành áp thấp nhiệt đới lúc 15:00 UTC. Vào lúc 03:00 UTC vào ngày hôm đó, PAGASA báo cáo rằng hệ thống đã suy thoái thành một khu vực có áp suất thấp trong vùng lân cận của Piagapo ở Lanao del Sur, do đó nâng tất cả các tín hiệu cảnh báo trên Mindanao và phát đi tín hiệu cuối cùng của chúng. tham mưu.  Vào ngày 14 tháng 5, hệ thống này tan biến trên Biển Sulu, và cả JMA và JTWC đều đưa ra lời khuyên cuối cùng về cơn bão.
- Để chuẩn bị cho cơn bão, chính quyền địa phương Davao Occidental đã đưa ra báo động xanh vào ngày 13 tháng 5, với các nhà chức trách trong khu vực chuẩn bị các thiết bị cứu hộ trong trường hợp khẩn cấp. PAGASA cũng cảnh báo các tàu nhỏ gần khu vực tránh xa vùng biển động do cơn bão gây ra. Các trường học đã được lệnh đình chỉ kể từ ngày đó ở Davao Occidental, bao gồm cả việc nộp các học phần. Khi đổ bộ vào đất liền, nó đã gây ra mưa và lũ lụt trên diện rộng khắp Mindanao và Nam Visayas. Cũng có thể cảm nhận được gió giật ở các khu vực của Mindanao, nơi cơn bão đi qua  Ở Baganga, một số cây cối bị gió mạnh quật ngã, trong khi gió mạnh với lượng mưa lớn được báo cáo ở Cateel và Boston, tất cả đều thuộc tỉnh. Ba người đàn ông và một người carabao được yêu cầu giải cứu khỏi sông Kabacan đang dâng cao vào đầu giờ ngày 14 tháng 5; họ đã được thả thành công an toàn khỏi con sông nói trên. Một trung tâm sơ tán ở Nam Upi, Maguindanao được báo cáo là bị ngập lụt và một số cây trồng gần trung tâm bị ngập trong nước lũ, tất cả đều do một con sông dâng cao gần khu vực. Thiệt hại về nông nghiệp ước tính là 23,2 triệu yên (486.000 USD).

### Bão Choi-wan (Dante) - Bão số 1
Cấp bão Việt Nam: Cấp 8 (65 km/h) - Bão (bão thường)
Cấp bão Nhật Bản: 40 kt - 998 hPa - Bão nhiệt đới
Cấp bão Hoa Kỳ: 45 kt - 996 hPa - Bão nhiệt đới
Cấp bão Philippines: 75 km/h - Bão nhiệt đới
Cấp bão Hồng Kông: 75 km/h - Bão nhiệt đới
Cấp bão Đài Loan: 20 m/s - Bão nhiệt đới
Cấp bão Trung Quốc: 20 m/s (Cấp 8) - 995 hPa - Bão nhiệt đới
Cấp bão Hàn Quốc: 20 m/s - Bão nhiệt đới yếu
- Bão số 1 (Choi-wan) là một cơn bão yếu, chỉ đi vào và hoạt động trên khu vực phía Đông biển Đông trong khoảng 1,5 ngày (sau khi đi qua và gây một số thiệt hại tại Philippines), rồi suy yếu dần, qua vùng biển phía Nam đảo Đài Loan ra khỏi biển Đông. Mặc dù vậy bão số 1 cũng đã mở đầu mùa bão 2021 trên biển Đông, thời điểm tương đương TBNN.

### Bão Koguma - Bão số 2
Cấp bão Việt Nam: Cấp 9 - Bão (bão thường)
Cấp bão Nhật Bản: 35 kt - 996 hPa - Bão nhiệt đới
Cấp bão Hoa Kỳ: 35 kt - 996 hPa - Bão nhiệt đới
Cấp bão Đài Loan: 18 m/s -Bão nhiệt đới
Cấp bão Hồng Kông: 65 km/h - Bão nhiệt đới
Cấp bão Trung Quốc: 20 m/s (Cấp 8) - 992 hPa  - Bão nhiệt đới
Cấp bão Hàn Quốc: 18 m/s - Bão nhiệt đới
- Bão số 2 (Koguma) là một cơn bão yếu, hình thành trên rãnh áp thấp trục 19 - 21 độ vĩ Bắc vắt ngang qua khu vực Nam Đồng bằng Bắc Bộ, trong thời gian ngắn. Ngay khi tiến sát Vịnh Bắc Bộ (bờ biển phía Tây đảo Hải Nam), áp thấp nhiệt đới mới mạnh lên thành bão số 2.
- Bão số 2 đổ bộ vào phía Bắc tỉnh Thanh Hóa khoảng 04h45 - 05h15 phút ngày 13/06 (tâm bão đi qua thành phố Sầm Sơn, sau đó đi vào thành phố Thanh Hóa). Đây là lần đầu tiên trong 60 năm qua (kể từ năm 1961 khi bão Cora vào Hà Tĩnh ngày 25/6/1961) có một cơn bão đổ bộ trực tiếp vào khu vực Bắc Trung Bộ (Thanh Hóa - Nghệ An - Hà Tĩnh) ngay trong tháng 6. Ngoài ra đây cũng là cơn bão đầu tiên đổ bộ miền Trung trong tháng 6 sau 17 năm (kể từ cơn bão số 2 - Chanthu ngày 12/06/2004 vào Bình Định).
- Khi bão đang nằm trên vùng biển tỉnh Thanh Hóa, lúc 01h ngày 13/06, Trung tâm cảnh báo bão Liên hợp (Hải quân Hoa Kỳ) lại ghi nhận bão đi lệch hẳn lên phía Bắc vào khu vực Thái Bình và suy yếu thành áp thấp nhiệt đới (tuy vậy không được sát với thực tế bão và sai số khá lớn). Dữ liệu tốt nhất của JTWC đánh giá lại Koguma, vị trí đổ bộ được đánh giá chính xác hơn so với thời điểm đưa tin.
- Do ảnh hưởng của bão số 2, ở huyện đảo Bạch Long Vĩ đã có gió mạnh cấp 7, giật cấp 9; ở đảo Hòn Ngư có gió giật cấp 9; ở đảo Hòn Dấu có gió mạnh cấp 7, giật cấp 10; trên đất liền ven biển ở Văn Lý (Nam Định) có gió mạnh cấp 8, giật cấp 10, TP. Thái Bình có gió mạnh cấp 6, giật cấp 10; ở Ninh Bình, Nghệ An có gió giật cấp 7-8.
- Ở khu vực đồng bằng Bắc Bộ, Hoà Bình từ Thanh Hóa đến Quảng Bình đã có mưa to đến rất to với tổng lượng mưa phổ biến 120-280mm, có nơi trên 300mm. Một số nơi có lượng mưa lớn như: Chi Nê (Hoà Bình) 87.0mm, Nam Định 57.0mm, Đô Lương (Nghệ An) 115.0mm, Vinh (Nghệ An) 240.0mm, Hà Tĩnh 202.0mm, Hương Khê (Hà Tĩnh) 144.0mm...
- Đường đi này khá giống đường quỹ đạo của bão số 2 (Mun) năm 2019 cũng hình thành gần đảo Hải Nam rồi đổ bộ vào chính đảo đó, sau đó đổ bộ lần 2 vào Bắc Bộ.

### Bão Champi
Cấp bão Nhật Bản: 65 kt - 980 hPa - Bão cuồng phong
Cấp bão Hoa Kỳ: 65 kt - 987 hPa - Bão cuồng phong cấp 1
Cấp bão Đài Loan: 33 m/s - Bão cuồng phong
Cấp bão Hồng Kông: 120 km/h - Bão cuồng phong
Cấp bão Trung Quốc: 33 m/s (Cấp 12) - 980 hPa - Bão cuồng phong
Cấp bão Hàn Quốc: 27 m/s - Bão nhiệt đới trung bình
Vào lúc 00:00 UTC ngày 18 tháng 6, JTWC bắt đầu theo dõi một khu vực đối lưu rộng gần 250 km (160 mi) về phía nam-tây nam của Pohnpei. Hệ thống này vẫn yếu khi nó di chuyển về phía tây bắc trong một môi trường thuận lợi để tăng cường thêm, được đặc trưng bởi nhiệt độ bề mặt biển ấm, sức cắt gió từ thấp đến trung bình và dòng chảy tốt; vùng nhiễu động vẫn yếu khi nó di chuyển về phía tây bắc. JTWC ban hành TCFA trên hệ thống hai ngày sau đó, mặc dù hệ thống vẫn vô tổ chức. JMA đã nâng cấp hệ thống lên thành áp thấp nhiệt đới lúc 00:00 UTC ngày 21 tháng 6. Trong khi đó, JTWC chỉ định nó là 06W trong lần tư vấn đầu tiên của họ về hệ thống, với LLCC lộ ra rõ ràng trên hình ảnh vệ tinh do gió cắt vừa phải, được gây ra bởi một rãnh nhiệt đới trên tầng đối lưu ở phía bắc của nó. Đến 21 giờ ngày 21 tháng 6, 06W đi qua gần nhất đến phía nam-tây nam của Guam, tiếp tục theo dõi phía tây bắc. Vào ngày 22 tháng 6, lúc 06:00 UTC, JTWC đã nâng cấp hệ thống thành một cơn bão nhiệt đới khi nó tiếp tục di chuyển khỏi Guam. JMA đã theo dõi và nâng cấp hệ thống này thành một cơn bão nhiệt đới, vào ngày 23 tháng 6 lúc 00:00 UTC, và đặt tên cho nó là Champi.  Vào lúc 18:00 UTC, JMA đã nâng cấp cơn bão thành một cơn bão nhiệt đới dữ dội khi nó chuyển hướng về phía tây bắc. Tại thời điểm này, hình ảnh quét vi sóng của Champi cho thấy một đặc điểm mắt nổi lên trong hệ thống; tuy nhiên, điều này chỉ tồn tại trong thời gian ngắn vì không khí khô tiếp tục ảnh hưởng đến cơn bão từ phía tây. Ngoài ra, dòng chảy hướng cực trên hệ thống vẫn yếu vào ngày 24 tháng 6, hạn chế Champi phát triển đáng kể. Tuy nhiên, vào ngày hôm sau, khi một rãnh sóng ngắn băng qua quần đảo Ryukyu, luồng gió đi ra ngày càng gia tăng trên cơn bão khiến cơn bão có thể mạnh thêm. Vào ngày 25 tháng 6, lúc 06:00 UTC, JMA chính thức tuyên bố cơn bão là một cơn bão. JTWC ngay sau đó đã nâng cấp nó thành bão cấp 1. Vào thời điểm này, một Champi quay theo hướng Bắc và Bắc-Tây Bắc, và sau đó đạt đến cường độ cực đại là 120 km/h (75 mph) gió duy trì tối đa trong mười phút với áp suất khí quyển tối thiểu là 980 hPa (28,94 inHg) vào lúc 21h. UTC vào ngày 25 tháng 6, tuy nhiên nó đã bị hạ cấp thành bão nhiệt đới một ngày sau đó. Cơn bão tiếp tục suy yếu khi di chuyển về phía các đảo của Nhật Bản, cho đến ngày 27 tháng 6, JMA đưa ra lời khuyên cuối cùng vào lúc 12:00 UTC khi hệ thống này trở thành mức thấp ngoại nhiệt đới. JTWC cũng đưa ra cảnh báo cuối cùng cho Champi vào lúc 09:00 UTC, cùng ngày. 
- Trước áp thấp nhiệt đới, Cơ quan Thời tiết Quốc gia ở Guam đã ban hành cảnh báo bão nhiệt đới cho Rota ở quần đảo Bắc Mariana và cảnh báo bão nhiệt đới cho toàn bộ đảo Guam vào ngày 21 tháng 6. Biển và đèn flash Cảnh báo lũ lụt cũng đã được đăng trên đảo Saipan, Tinian và các đảo khác ở phía đông và nam, trong khi các lớp học ở một trường tiểu học và trung học ở sau này bị đình chỉ vào ngày hôm sau do báo cáo mất điện. Cố điện cũng đã xảy ra ở Chalan Pago, Toto/Canada và Santa Rita ở Guam do cách tiếp cận gần của hệ thống. Khi nó di chuyển ra khỏi hòn đảo và quần đảo Mariana, cảnh báo và cảnh báo trên những khu vực này đã được dỡ bỏ lúc 01:00 UTC ngày 22 tháng 6. Tại Quần đảo Bonin, cư dân trong khu vực được thông báo về biển động và gió giật do Champi gây ra.

### Áp thấp nhiệt đới 07W (Emong)
Cấp bão Việt Nam: Cấp 6 - Áp thấp nhiệt đới
Cấp bão Nhật Bản: 30 kt - 1004 hPa - Áp thấp nhiệt đới
Cấp bão Hoa Kỳ: 30 kt - Áp thấp nhiệt đới
Cấp bão Hồng Kông: 55 km/h - Áp thấp nhiệt đới
Cấp bão Trung Quốc: 15 m/s (Cấp 7) - 1004 hPa - Áp thấp nhiệt đới
Cấp bão Đài Loan: 15 m/s - Áp thấp nhiệt đới
- Ngày 06.07, có hai áp thấp nhiệt đới cùng hoạt động ở biển Đông (cơn còn lại là áp thấp nhiệt đới 08W - vùng thấp 97W ở dưới). Áp thấp nhiệt đới này chỉ tồn tại ở Đông Bắc Biển Đông trong 12 giờ.
- Vào ngày 2 tháng 7, JTWC bắt đầu theo dõi một vùng nhiễu động nhiệt đới ở phía tây nam đảo Guam. Di chuyển về phía tây bắc, nhiễu động nằm trong môi trường thuận lợi cho việc tăng cường ở Biển Philippines, với nhiệt độ bề mặt biển ấm và sức cắt gió thấp, ngoài luồng gió thổi ra ngoài cực tốt, được tạo ra bởi một rãnh cấp trên về phía tây bắc. JMA đã nâng cấp hệ thống rộng và yếu thành áp thấp nhiệt đới lúc 18:00 UTC vào ngày hôm sau, tiếp theo là TCFA được JTWC ban hành một giờ rưỡi sau đó. PAGASA sau đó đã nâng cấp hệ thống lên thành áp thấp nhiệt đới vào lúc 02:00 UTC ngày 4 tháng 7, đặt tên cho nó là Emong.  Vào lúc 21:00 UTC, JTWC cũng nâng cấp hệ thống lên thành áp thấp nhiệt đới, đặt tên là 07W.  Vào ngày 6 tháng 7, PAGASA đã đưa ra lời khuyên cuối cùng về Áp thấp nhiệt đới Emong lúc 03:00 UTC khi nó di chuyển ra ngoài CCHC và cũng dỡ bỏ các cảnh báo đã được áp dụng trước đó sau khi Emong xảy ra. Trong khi đó, JMA ngay sau đó đã đưa ra lời khuyên cuối cùng. JTWC cũng đưa ra lời khuyên cuối cùng khi đối lưu của nó bị cắt đáng kể và hoàn lưu ở mức thấp của nó tan biến nhanh chóng trong sáu giờ. Tại Philippines, cách tiếp cận của áp thấp nhiệt đới yêu cầu nâng cao Tín hiệu Cảnh báo Bão Công cộng số 1 ở các tỉnh Batanes và phần đông bắc của Cagayan, bao gồm cả quần đảo Babuyan, bắt đầu từ ngày 4 tháng 7. Văn phòng Dân sự. Quốc phòng Cagayan cũng được đặt trong tình trạng báo động xanh vào ngày hôm sau do cơn bão, với cơ quan này đã tiến hành đánh giá trước thảm họa với các cơ quan chính phủ khác vào ngày hôm đó. Cư dân ở các vùng ven biển Palanan, Divilacan, Maconacon và Dinapigue ở Isabelacũng đã được cảnh báo về cơn bão trong khi các hoạt động đánh bắt cá trong khu vực bị cấm do Emong.

### Áp thấp nhiệt đới 08W
Cấp bão Việt Nam: Cấp 6~7 - Áp thấp nhiệt đới
Cấp bão Nhật Bản: 30 kt - 1000 hPa - Áp thấp nhiệt đới
Cấp bão Hoa Kỳ: 30 kt - 1003 hPa - Áp thấp nhiệt đới
Cấp bão Hồng Kông: 55 km/h - Áp thấp nhiệt đới
Cấp bão Trung Quốc: 15 m/s (Cấp 7) - 1000 hPa - Áp thấp nhiệt đới
- Lần đầu tiên từ khi Việt Nam thống nhất năm 1975, xuất hiện xoáy thuận nhiệt đới ảnh hưởng trực tiếp đến đất liền nước ta trong thời gian diễn ra kỳ thi tốt nghiệp THPT.
- Khoảng 03-04 giờ, rạng sáng 08/07, áp thấp nhiệt đới suy yếu thành vùng áp thấp trên vùng biển Ninh Bình và Thanh Hóa. Vùng áp thấp sau đó đã đổ bộ vào đất liền tỉnh Thanh Hóa (tâm của nó đi qua thành phố Sầm Sơn).
- Do ảnh hưởng của áp thấp nhiệt đới, trên đất liền ven biển Thái Bình, Nam Định, Ninh Bình đã có gió giật cấp 6-7.

Khi vào Vịnh Bắc Bộ, Trung tâm Cảnh báo Bão Liên hợp của Hải quân Hoa Kỳ mới công nhận là áp thấp nhiệt đới và đặt số hiệu 08W, và chỉ đạt cường độ của ATNĐ (25 kt ~ 45 km/h) ở thời điểm 12h (UTC, 19h Việt Nam) ngày 07/07. Sau đó, Mỹ xác định áp thấp nhiệt đới đã đi vào Thái Bình và chỉ còn là vùng thấp (lệch khoảng 90–100 km so với thực tế đi vào Sầm Sơn, Thanh Hóa). Trong khi đó, Nhật Bản không hề phát tin dự báo nào về ATNĐ này (cũng như ATNĐ Emong ở trên).

### Bão In-fa (Fabian)
Cấp bão Nhật Bản: 80 kt - 950 hPa - Bão cuồng phong
Cấp bão Hoa Kỳ: 95 kt - 951 hPa - Bão cuồng phong cấp 2
Cấp bão Hồng Kông: 145 km/h - Bão cuồng phong
Cấp bão Đài Loan: 43 m/s - Bão cuồng phong
Cấp bão Hàn Quốc: 40 m/s - Bão mạnh
Cấp bão Trung Quốc: 42 m/s (Cấp 14) - 955 hPa - Bão cuồng phong dữ dội
Cấp bão Macau: 148 km/h (Cấp 13) - 955 hPa - Bão cuồng phong
Cấp bão Philippines: 150 km/h - Bão cuồng phong
- Bão In-fa có lúc đột ngột ngừng di chuyển trong ngày 19 và 20 tháng 7 (do bị tương tác và lúc này đang yếu thế hơn so với bão Cempaka ở biển Đông). Sau khi Cempaka đổ bộ vào Trung Quốc thì In-fa mới bùng nổ cường độ và chi phối trở lại Cempaka.

### Bão Cempaka - Bão số 3
Cấp bão Việt Nam: Cấp 12 (120 km/h) - Bão rất mạnh
Cấp bão Nhật Bản: 70 kt - 980 hPa - Bão cuồng phong
Cấp bão Hoa Kỳ: 80 kt - 965 hPa - Bão cuồng phong cấp 1
Câp bão Trung Quốc: 38 m/s (Cấp 13) - 965 hPa - Bão cuồng phong
Cấp bão Hồng Kông: 120 km/h - Bão cuồng phong
Cấp bão Đài Loan: 33 m/s - Bão cuồng phong
Cấp bão Macao: Cấp 13 (150 km/h) - Bão cuồng phong
Cấp bão Hàn Quốc: 27 m/s - Bão nhiệt đới trung bình
- Bão số 3 là cơn bão khá thất thường, hoạt động cùng lúc với bão In-fa ngoài khơi Đài Loan nên chịu tương tác. Do ít dịch chuyển hoặc dịch chuyển chậm ở vùng biển Bắc Biển Đông, gặp điều kiện thuận lợi (nhiệt độ bề mặt và hàm lượng nhiệt cao, đứt gió yếu) nên mạnh lên nhanh chóng, trong 24 giờ mạnh thêm 4 cấp (từ cấp 8 lên cấp 12) và có lúc mạnh hơn bão In-fa.
- Rạng sáng và sáng sớm 23/07, bão số 3 (lúc này đã suy yếu thành áp thấp nhiệt đới cấp 6) đã đi vào đất liền phía Bắc tỉnh Quảng Ninh (tâm áp thấp nhiệt đới đi qua phía Đông Nam trạm khí tượng Móng Cái, thành phố Móng Cái, tỉnh Quảng Ninh). Trước đó, tối 20/7, bão đã đổ bộ vào phía Tây Nam tỉnh Quảng Đông (Trung Quốc). Sau khi đổ bộ vào nước ta ở Móng Cái, áp thấp nhiệt đới di chuyển xuống Vịnh Bắc Bộ và đi dọc theo đường bờ biển từ Quảng Ninh đến Hà Tĩnh rồi suy yếu dần thành một vùng áp thấp trên khu vực phía Đông Nam Vịnh Bắc Bộ (vùng biển phía Tây Nam đảo Hải Nam).
- Quỹ đạo và đường đi của bão số 3 này trông khá giống bão số 6 (Goni) năm 2009, hoạt động vào đầu tháng 8 năm 2009.
- Từ đêm 21 tháng 7 đến hết ngày 25 tháng 7, ở Bắc Bộ và các tỉnh từ Thanh Hóa đến Thừa Thiên-Huế có mưa vừa, mưa to đến rất to, do ảnh hưởng trực tiếp của cơn bão số 3 nối với dải hội tụ nhiệt đới. Tính từ 19 giờ ngày 21/7 đến 19h ngày 25/7, tổng lượng mưa phổ biến từ 100-160mm, một số trạm có tổng lượng mưa lớn như: Mường Lống (Nghệ An) 241mm; Mỹ Lý (Nghệ An) 200mm; Đông Cửu (Phú Thọ) 233mm; Cẩm Lương (Thanh Hóa) 188mm; Tân Phong (Hòa Bình) 176mm; Hồ Cạn Thượng (Hòa Bình) 176mm; Chí Linh (Hải Dương) 187mm; Sơn Lâm (Hà Tĩnh) 174mm; Hướng Tân (Quảng Trị) 174mm; Tân Hóa (Quảng Bình) 297mm;...
- Thiệt hại do mưa lũ (tính đến sáng 26/07): 1 nhà sàn bị sập tại Thanh Hóa; 10 nhà ở bị sạt lở, ảnh hưởng 1 phần (Hòa Bình: 5, Nghệ An: 5). Về giao thông: 200m mặt đường láng nhựa bị cuốn trôi (Hòa Bình); 3 tuyến đường bị sạt lở, hư hỏng (Nghệ An); xói lở 50m kè đá (Nghệ An).
- Sau đánh giá lại, JMA đã công nhận Cempaka là bão cuồng phong.

### Bão Nepartak
Cấp bão Nhật Bản: 40 kt - 990 hPa - Bão nhiệt đới
Cấp bão Hoa Kỳ: 40 kt- 982 hPa - Bão cận nhiệt đới
Cấp bão Đài Loan: 20 m/s - Bão nhiệt đới
Cấp bão Trung Quốc: 20 m/s (Cấp 8) - 995 hPa - Bão nhiệt đới
Cấp bão Hàn Quốc: 23 m/s - Bão nhiệt đới yếu
- Vào lúc 06:00 UTC ngày 22 tháng 7, Trung tâm Cảnh báo Bão Liên hợp (JTWC) bắt đầu theo dõi một vùng nhiễu động nhiệt đới với các đặc điểm cận nhiệt đới dọc theo phần phía đông của rãnh gió mùa, có vị trí khoảng 466 nmi (865 km; 535 mi) về phía bắc của Guam. Một hệ thống yếu, ảnh chụp vệ tinh đa mặt cho thấy nhiễu động là vô tổ chức dọc theo rãnh nói trên, trong khi dữ liệu máy đo phổ nâng cao cho thấy một đặc điểm tương tự khác với dòng chảy hội tụ về phía nam trên quần đảo Mariana phía bắc. Phân tích môi trường mô tả một lượng gió cắt bất lợi, mặc dù cơ quan này lưu ý rằng nhiễu động có thể hình thành như một xoáy thuận cận nhiệt đới dọc theo rãnh cận nhiệt đới với sự trợ giúp của baroclinity  Theo dõi về phía đông bắc, hệ thống được tổ chức chậm rãi, với trung tâm hoàn lưu mức thấp đang phát triển được nhìn thấy trên ảnh chụp vệ tinh khí tượng. Các khí tượng Cơ quan Nhật Bản (JMA) được sự xáo trộn như một áp thấp nhiệt đới, mười bảy giờ sau đó trong khi JTWC nâng cấp xu hướng tăng cường khả năng của hệ thống từ "trung bình" đến "cao" và sau đó đã đưa ra một nhiệt đới Cyclone Formation Alert (TCFA) trên cơn bão tại 22:30 UTC ngày hôm đó. Lúc 12:00 giờ UTC, Dvorakcác quan sát cường độ và dữ liệu gió bề mặt từ máy đo tán xạ vệ tinh xác nhận rằng áp thấp nhiệt đới tiếp tục mạnh lên thành cơn bão nhiệt đới thứ tám trong mùa, do đó JMA đặt tên nó là Nepartak. JTWC, tuy nhiên chỉ đưa ra cảnh báo đầu tiên về Nepartak là Áp thấp nhiệt đới 11W, ba giờ sau đó khi LLCC của nó trở nên rộng hơn và lộ ra với tâm của nó vẫn được xác định yếu trong khi được điều hướng tiếp tục bởi một cận nhiệt đới định hướng Bắc - Nam sườn núi. Chín giờ sau, cơ quan này tiếp tục nâng cấp hệ thống lên thành một cơn bão cận nhiệt đới khi đối lưu sâu mạnh mẽ hơn nữa trở nên không đổi ở phía đông của tâm hoàn lưu vẫn còn lộ ra và kéo dài. Đến ngày 24 tháng 7, Nepartak được dẫn hướng về phía bắc-đông bắc bởi một mức thấp trên cấp và một rãnh. Tương tác Baroclinic với trường gió sau này cũng dẫn đến sự phát triển của một trường gió lớn và không đối xứng, với sức gió duy trì tối đa là 35 kn (65 km/h; 40 mph) ở xa trung tâm. Sau đó, lõi của hệ thống trở nên rách nát khi nó chuyển hướng lên phía bắc và xa hơn về phía đông bắc trước khi dịch chuyển về phía bắc một lần nữa trong khi vẫn duy trì ở cường độ đó. Vào lúc 09:00 UTC của ngày hôm sau, JTWC ghi nhận hai xoáy khác biệt, cách nhau 350 nmi (650 km; 405 mi), với mỗi vòng có một vòng hoàn lưu kéo dài từ nam-tây nam đến bắc-đông bắc.   Cường độ của Nepartak duy trì ở mức 65 km/h (40 mph) cho đến 15:00 UTC vào ngày 26 tháng 7, khi hệ thống tăng cường nhẹ lên 40 kn (75 km/h; 45 mph) khi nó trải qua một quá trình tiến hóa cấu trúc nhanh chóng trong khi di chuyển về phía tây -trên tây tây nam. Vào thời điểm đó, cơn bão hiện gần như có tâm bên dưới một mức thấp nhất ở cấp trên, trong đó nó đã tương tác với nó trong vài ngày trước đó. Nepartak cũng bắt đầu tăng tốc khi di chuyển về phía cực, trong khi sau đó đạt cường độ cực đại 12 giờ sau đó, với sức gió 45 kn (85 km/h; 50 mph) và áp suất khí quyển tối thiểu là 990 hPa (29,23 inHg).  Khi nó quay về phía bắc, hệ thống bắt đầu tiếp cận vùng Tōhoku, và trung tâm hoàn lưu của nó trở nên rõ ràng khi nằm dưới tầng thấp lõi lạnh, nơi gây ra sự xâm nhập của không khí khô bên trong lốc xoáy. Hệ thống này bắt đầu suy yếu thành một cơn bão nhiệt đới cấp thấp trước khi đổ bộ vào gần thị trấn Minamisanriku ở tỉnh Miyagi lúc 23:00 UTC như một áp thấp nhiệt đới. Khi nó nhanh chóng băng qua phía tây Honshu, LLC của nó trở nên vô tổ chức và rách nát, với chữ ký đối lưu của nó sụp đổ khi nó băng qua dãy Alps của Nhật Bản. Vào lúc 15:00 UTC ngày 28 tháng 7, JTWC đã đưa ra cảnh báo và bản tin cuối cùng trên hệ thống khi nó nổi lên trên Biển Nhật Bản. Trong khi đó, JMA tiếp tục theo dõi những tàn tích còn lại trên khu vực cho đến khi nó tan biến lúc 12:00 UTC ngày 31 tháng 7. Hệ thống này là xoáy thuận nhiệt đới đầu tiên đổ bộ vào bất kỳ khu vực nào của tỉnh Miyagi kể từ khi các hồ sơ đáng tin cậy bắt đầu vào năm 1951. Vì Nepartak được dự đoán là sẽ gây ra thời tiết xấu vào giữa Thế vận hội mùa hè 2020, các cuộc thi chèo thuyền đã được lên lịch lại. Ngoài ra, các nhân viên đã được nhìn thấy đang tháo ô để chuẩn bị cho cơn bão đang đến gần để tránh bị thổi bay.

### Áp thấp nhiệt đới 12W
Cấp bão Nhật Bản: 30 kt - 1004 hPa - Áp thấp nhiệt đới
Cấp bão Hoa Kỳ: 35 kt - 1002 hPa - Bão nhiệt đới
Vào ngày 1 tháng 8, JTWC đã ban hành TCFA về sự xáo trộn ở vùng biển mở phía tây Thái Bình Dương vì nó có một trung tâm hoàn lưu tầng thấp và đối lưu sâu chưa được xác định rõ. Vào ngày hôm sau, lúc 00:00 UTC, JMA công nhận nó là một áp thấp nhiệt đới vì nó nằm gần Minami-Tori-shima. Nó đang di chuyển về phía bắc với vận tốc 10 kn (19 km/h; 12 mph). Vài giờ sau, JTWC nâng cấp hệ thống lên thành áp thấp nhiệt đới, đặt tên cho nó là 12W. Vào thời điểm đó, LLC của cơn bão vẫn tiếp tục lộ ra và vùng đối lưu hoặc giông bão mạnh nhất của nó đã bị dịch chuyển về phía tây.  Một rặng núi cận nhiệt đới phân lớp sâu ở phía đông đã hướng dẫn áp thấp nhiệt đới di chuyển về phía Bắc-Tây Bắc trong khi ở gần một con quay gió mùa. Mặc dù nằm trong một môi trường thuận lợi để tăng cường thêm, một hệ thống khác ở phía nam tương tác chậm với vùng áp thấp, khiến cường độ tổng thể của cơn bão yếu đi. Nó đạt tới đỉnh cường độ vào ngày hôm đó, với sức gió 35 kn (65 km/h; 40 mph) theo cả ước tính của JMA và JTWC và áp suất khí quyển tối thiểu là 1004 hPa (29,65 inHg). Vào ngày hôm sau, JTWC đưa ra bản tin cuối cùng cho hệ thống khi đối lưu của áp thấp nhiệt đới bị cắt về phía Đông Bắc. Trong khi đó, JMA tiếp tục theo dõi hệ thống cho đến khi nó tan biến vào ngày hôm đó, lúc 18:00 UTC. 

### Bão Lupit (Huaning) - Bão số 4
Cấp bão Việt Nam: Cấp 9 (83 km/h) - Bão (bão thường)
Cấp bão Nhật Bản: 45 kt - 985 hPa - Bão nhiệt đới
Cấp bão Hoa Kỳ: 45 kt - 976 hPa- Bão nhiệt đới
Cấp bão Trung Quốc - 23 m/s (Cấp 9) - 985 hPa - Bão nhiệt đới (extratropical: 982 hPa)
Cấp bão Hồng Kông: 85 km/h - Bão nhiệt đới
Cấp bão Đài Loan: 23 m/s - Bão nhiệt đới
Cấp bão Hàn Quốc: 23 m/s - Bão nhiệt đới yếu
Cấp bão Philippines: 95 km/h - Bão nhiệt đới dữ dội
- Vào ngày 2 tháng 8, JMA ghi nhận một áp thấp nhiệt đới gần Trạm Giang đã hình thành. Ngay sau đó, JTWC đã ban hành TCFA về vùng nhiễu động nằm cách Hồng Kông khoảng 153 hải lý về phía Tây Tây Nam. Vào cùng ngày lúc 21:00 UTC, JTWC đã đánh giá hệ thống này là một áp thấp nhiệt đới và gán tên cho nó là 13W. Hai mươi bốn giờ sau, cơ quan này đã nâng cấp hệ thống lên thành một cơn bão nhiệt đới. Vào ngày 4 tháng 8 lúc 12:00 UTC, JMA đã làm theo và chỉ định hệ thống này là một cơn bão nhiệt đới, gán cho nó cái tên Lupit. Một ngày sau đó lúc 03:20 UTC, nó đổ bộ vào tỉnh Quảng Đông. Vào lúc 08:50 UTC, nó lại đổ bộ vào huyện Đông Sơn ở Chương Châu, tỉnh Phúc Kiến. Vào ngày 7 tháng 8, nó đi về hướng đông và tham gia một thời gian ngắn vào CCHC, và được PAGASA đặt tên là Huaning. Vào ngày 8 tháng 8, lúc 18:00 UTC, Lupit đạt đỉnh là một cơn bão nhiệt đới với sức gió duy trì tối đa trong 10-min là 45 kn (85 km/h; 50 mph) và áp suất tối thiểu là 985 hPa (29,09 inHg). Tốc độ duy trì tối đa 1-min của Lupit là 55 kn (100 km/h; 65 mph). Vào ngày 9 tháng 8, lúc 00:00 UTC, JMA đã đưa ra cảnh báo cuối cùng khi nó hoàn thành quá trình chuyển đổi thành xoáy thuận ngoại nhiệt đới.
- Bão số 4 (Lupit) hình thành từ một vùng hội tụ gió phát triển đến mực 3000m ở phía Đông Bắc Bắc Bộ, nằm trên rãnh thấp trục 20-23 độ vĩ Bắc có trục đi qua Bắc Bộ và gây mưa cho khu vực này từ đêm 31/7 đến ngày 02/8. Vùng hội tụ gió này lại di chuyển ra phía Đông, qua Vịnh Bắc Bộ, được tiếp nạp nhiệt và ẩm từ biển, đi vào bán đảo Lôi Châu tiến ra Bắc biển Đông mạnh lên thành vùng thấp, rồi áp thấp nhiệt đới và sau đó thành bão ở phía Nam Hồng Kông (Trung Quốc).
- Lupit là cơn bão khá "ngược" khi từ Vịnh Bắc Bộ đi ngược ra phía Đông, vào Trung Quốc sau đó đi sang Đài Loan và ra khỏi biển Đông rồi đổ bộ vào Nhật Bản (một trường hợp khá hiếm gặp).

### Bão Mirinae (Gorio)
Cấp bão Nhật Bản: 50 kt - 980 hPa - Bão nhiệt đới dữ dội
Cấp bão Hoa Kỳ: 55 kt - 977 hPa- Bão nhiệt đới
Cấp bão Đài Loan: 23 m/s - Bão nhiệt đới
Cấp bão Hồng Kông: 85 km/h - Bão nhiệt đới
Cấp bão Trung Quốc: 25 m/s (Cấp 10) - 985 hPa - Bão nhiệt đới dữ dội
Cấp bão Philippines: 65 km/h - Bão nhiệt đới
- Lupit, Mirinae và Nida là ba cơn bão mạnh lên từ ba trong số một loạt các áp thấp nhiệt đới trên Tây Bắc Thái Bình Dương, liên tiếp hình thành vào cuối tháng 7 và đầu tháng 8. Điểm chung trong loạt xoáy thuận kể trên là phần lớn đi theo hướng Bắc và Đông Bắc, cùng nằm trên một rãnh áp thấp có trục 20 - 23 độ vĩ Bắc (vào ngày 01/8 và nâng trục dần lên phía Bắc trong những ngày sau đó), khoảng cách khá gần nhau (trên dưới 1000 km) và có phần tương tác lẫn nhau.
- Ngày 8/8, trước lúc bế mạc Olympic Tokyo 2020 cơn bão Mirinae được dự báo sẽ gây ảnh hưởng nhiều đến việc tổ chức lễ bế mạc vì nó ảnh hưởng đến ven biển của Tokyo rất nhiều. Thế nhưng, thực tế cơn bão không ảnh hưởng nhiều đến Tokyo nên lễ bế mạc vẫn tổ chức bình thường.
- Ngày 10/11, JMA đánh giá lại thành bão nhiệt đới dữ dội

### Bão Nida
Cấp bão Nhật Bản: 55 kt - 992 hPa - Bão nhiệt đới dữ dội
Cấp bão Hoa Kỳ: 55 kt - 985 hPa- Bão nhiệt đới
Cấp bão Đài Loan: 25 m/s - Bão nhiệt đới dữ dội
Cấp bão Trung Quốc: 25 m/s (Cấp 10) - 990 hPa - Bão nhiệt đới
- Vào ngày 3 tháng 8, lúc 06:00 UTC, JMA đã ghi nhận một áp thấp nhiệt đới ở phía bắc quần đảo Mariana đang di chuyển về phía bắc với vận tốc 10 kn (19 km/h; 12 mph). Vào lúc 03:00 UTC, ngày hôm sau, JTWC đã ban hành TCFA cho hệ thống. Vào thời điểm đó, nó đã phát triển một trung tâm lưu thông tầng thấp bị che khuất một phần. Vào lúc 15:00 UTC, JTWC công nhận nó là một áp thấp nhiệt đới, chỉ định nó là 15W. Vào ngày 5 tháng 8, 03:00 UTC, JTWC đã nâng cấp nó thành bão nhiệt đới, vì tâm hoàn lưu cấp thấp của nó được xác định rõ hơn. Ba giờ sau, JMA theo dõi và đặt tên nó là Nida. Hình ảnh vệ tinh cho thấy rằng các vụ nổ đối lưu được tổ chức thành một dải cong và hệ thống đang thể hiện dòng chảy kháng cyclone tốt. Vào ngày 6 tháng 8, lúc 18:00 UTC, JMA đã nâng cấp nó thành một cơn bão nhiệt đới nghiêm trọng, vì nó có dòng chảy ngược dòng riêng biệt. Nida sau đó bắt đầu di chuyển về phía đông lúc 6:00 giờ UTC ngày hôm sau, do một khu vực áp suất cao cận nhiệt đới trung cấp cùng với phương Tây. Vào ngày 7 tháng 8, lúc 09:00 UTC, JTWC đã đưa ra lời khuyên cuối cùng cho hệ thống, vì trung tâm hoàn lưu cấp thấp của nó đã bị lộ một phần do phương tây gây ra sức cắt khi cơn bão. Tuy nhiên, JMA vẫn tiếp tục xuất bản các bản tin cho hệ thống. Nida tiếp tục quỹ đạo của nó. Vào ngày 7 tháng 8, 12:00 giờ UTC, JMA đã hạ cấp nó thành một cơn bão nhiệt đới do lực cắt và môi trường thường kém dẫn điện hơn. JMA tiếp tục hạ cấp nó xuống mức thấp ngoại nhiệt đới lúc 00:00 UTC ngày hôm sau khi nó hoàn thành quá trình chuyển đổi ngoại nhiệt đới.

### Bão Omais (Isang)
Cấp bão Nhật Bản: 45 kt - 994 hPa - Bão nhiệt đới
Cấp bão Hoa Kỳ: 55 kt  - 993 hPa - Bão nhiệt đới
Cấp bão Trung Quốc: 25 m/s (cấp 10) - 993 hPa - Bão nhiệt đới dữ dội
Cấp bão Đài Loan: 28 m/s - Bão nhiệt đới dữ dội
Cấp bão Hồng Kông: 25 m/s - Bão nhiệt đới dữ dội
Cấp bão Hàn Quốc: 28 m/s - Bão nhiệt đới rất mạnh
Cấp bão Philippines: 95 km/h - Bão nhiệt đới dữ dội
- Cuối ngày 6/8, một vùng áp thấp hình thành từ một nhiễu động nhiệt đới được CPHC gán số hiệu 91C đã vượt qua đường kinh tuyến 180°E. Vùng thấp này được JMA ghi nhận ngày 10 tháng 8. Đến sáng 11 tháng 8, JTWC đưa ra cảnh báo đầu tiên về vùng áp thấp này sau đó nâng cấp hệ thống thành áp thấp nhiệt đới 16W. Sau đó, JMA cũng nâng cấp 16W thành ATNĐ. Ngày 12/8, JTWC nâng cấp cho 16W thành Bão nhiệt đới. Sáng 14/8, bão suy yếu rồi mạnh lên lại lần 2 vào sáng hôm sau, chiều hôm đó, bão tiếp tục suy yếu và được PAGASA gán tên Isang. Sáng 16/8, JTWC lại tiếp tục nâng mức độ Isang lên thành bão lần thứ 3 (cũng là lần cuối cùng). Ngày 16/8, JMA đã công nhận Isang là bão và gán tên cho nó là Omais. Ngày 19/8, Omais tiến sát Philippines và có nguy cơ vào Biển Đông. Giống như bão Surigae, Omais không tiến vào biển Đông và không đổ bộ Philippines. Ngày 22/8, Omais với 2 cường độ cực đại 1 và 10 phút: 45 kn (85 km/h; 50 mph) tiến gần vào Đài Loan và một lần nữa Omais "từ chối" đi qua Đài Loan (quỹ đạo lúc này có một phần giống bão In-fa). Ngày 23/8, Omais quét qua Ryukyu và tiến gần Hàn Quốc. Sáng 24/8, bão suy yếu thành áp thấp nhiệt đới và quét qua Đảo Jeju và Hàn Quốc. Chiều 24/8, ATNĐ suy yếu thành vùng áp thấp rồi mạnh lên thành bão không lâu sau. Cùng lúc đó, bão chuyển hóa thành ngoại nhiệt đới. Ngày 25/8, bão chuyển thành tàn dư rồi trôi dần về Viễn Đông Nga và tan.
- Ngày 1/12, JMA đánh giá lại, hạ cấp bão xuống còn bão nhiệt đới.

### Áp thấp nhiệt đới 17W
Cấp bão Nhật Bản: 30 kt - 1002 hPa - Áp thấp nhiệt đới
Cấp bão Hoa Kỳ: 35 kt - 1001 hPa - Bão nhiệt đới
Vào ngày 1 tháng 9 lúc 00:00 UTC, JMA nhận thấy một áp thấp nhiệt đới gần Đảo Wake. Vào lúc 06:00 UTC, JTWC đã tạo ra cơ hội hình thành trung bình cho hệ thống trên cùng một khu vực, mặc dù được phân loại là áp thấp cận nhiệt đới, vì nó đã phát triển một trung tâm hoàn lưu mức thấp được xác định rõ ràng, lộ ra một phần. Vào lúc 20:00 UTC, JTWC đã cấp TCFA cho hệ thống  và vào lúc 03:00 UTC ngày hôm sau, nó được nâng cấp thành áp thấp nhiệt đới và được chỉ định là 17W, là mức thấp nhất của nó - trung tâm tuần hoàn cấp trở nên rõ ràng hơn nhưng vẫn bị lộ một phần. Hệ thống duy trì cấu trúc đối lưu xác định của nó, tuy nhiên vào lúc 09:00 UTC ngày 3 tháng 9, nó phải vật lộn để củng cố vì sự hiện diện của không khí khô khiến cấu trúc đối lưu của nó giảm đi. Vào lúc 21:00 UTC, JTWC đã đưa ra lời khuyên cuối cùng của mình khi luồng đối lưu còn lại của nó bị cắt bởi những đợt gió tây tới. Vào lúc 12:00 UTC ngày 4 tháng 9, JMA ngừng theo dõi hệ thống. 

### Bão Conson (Jolina) - Bão số 5
Cấp bão Việt Nam: Cấp 10 (102 km/h) - Bão mạnh
Cấp bão Nhật Bản: 55 kt - 985 hPa - Bão nhiệt đới dữ dội
Cấp bão Hoa Kỳ: 65 kt - 980 - Bão cuồng phong cấp 1
Cấp bão Trung Quốc: 28 m/s (cấp 10) - 988 hPa - Bão nhiệt đới dữ dội
Cấp bão Đài Loan: 26 m/s - Bão nhiệt đới
Cấp bão Hồng Kông: 95 km/h - Bão nhiệt đới dữ dội
Cấp bão Ma Cao: 95 km/h - Bão nhiệt đới mạnh
Cấp bão Hàn Quốc: 23 m/s - Bão nhiệt đới yếu
Cấp bão Philippines: 120 km/h - Bão cuồng phong
- Vào ngày 5 tháng 9, lúc 01:00 UTC, một vùng áp thấp xuất hiện dưới nhiễu động 94W (lúc sau là Bão Chanthu). Tối cùng ngày, 95W được JMA ghi nhận thành JMA TD 28. Sáng 6/9, Áp thấp nhiệt đới được JTWC ghi nhận và được gán số hiệu 18W. 07:00 UTC cùng ngày, PAGASA đã gán tên Jolina vì đã đi vào khu vực. 6 giờ sau, 18W mạnh lên thành Bão Conson (tên tiếng Việt: Côn Sơn). JMA thì chỉ nâng cấp độ lên 35 kt tương đương 65 km/h (40 mph) nhưng JTWC quyết định nâng cấp độ lên 50 kt tương đương 95 km/h (60 mph). Không lâu sau đó, bão được JMA nâng thành 45 kt tương đương 85 km/h (50 mph) và JTWC nâng thành 55 kt tương đương 100 km/h (65 mph). Đến 23:30 UTC cùng ngày, bão nhanh chóng mạnh lên và được JMA đánh giá vào loại bão nhiệt đới dữ dội. PAGASA thì đánh giá thành bão cuồng phong với sức gió 65 kt, tương đương 120 km/h (75 mph). Sáng 7/9, bão mạnh lên với sức gió 110 km/h (70 mph) tương đương với một cơn bão dữ dội. Đến chiều cùng ngày, khoảng 15:00 UTC, bão bị tương tác với cơn bão cấp 1 gần đó là bão Chanthu nên bão suy yếu còn 45 kt (85 km/h; 50 mph). 4h sáng ngày 8/9 (giờ VN), JTWC nâng sức gió lên thành 55 kn (100 km/h; 65 mph) và bão gần đó là Chanthu đã mạnh thành cấp 4 nhưng không tương tác gì. Cơn bão đi sát đường kinh tuyến 120°E và được dự báo sẽ thành bão số 5 vào tối 8/9. Bão bị tương tác ¼ bởi siêu bão Chanthu đã mạnh lên thành cấp 5 vài giờ sau đó. 16:00 UTC ngày 8/9, bão Conson chính thức trở thành bão số 5 khi đi vào biển Đông.
- Theo các số liệu chính xác tương đối từ Philippines bão đạt sức gió 120 km/h giật tới 165 km/h (tương đương bão cấp 12 giật cấp 15 theo thang Việt Nam) vào lúc 8 giờ tối giờ địa phương (ngày 6 tháng 9). Cơn bão tăng cường rất nhanh chóng do nhiệt độ bề mặt biển ấm, dòng chảy phân kì mạnh và kích thước bão tương đối nhỏ. Hầu hết các cơ quan khí tượng đều đánh giá cường độ bão yếu hơn nhiều thực tế vào thời điểm này.
- Đêm 11/09, bão số 5 suy yếu thành áp thấp nhiệt đới và đột ngột ngừng dịch chuyển, tâm của nó hoành hành vùng biển ven bờ phía Bắc Quảng Ngãi và quanh đảo Lý Sơn của Quảng Ngãi, cách bờ khoảng 30–40 km, chưa đi vào đất liền. Tối và đêm 12/09, áp thấp nhiệt đới đã suy yếu thành một vùng áp thấp cũng ở vùng biển ven bờ của Quảng Ngãi, khu vực đảo Lý Sơn mà không đi vào đất liền của Quảng Nam, Quảng Ngãi; sau khi luẩn quẩn ở bờ biển và hoành hành các tỉnh này suốt từ chiều 11 tháng 9 đến tối 12 tháng 9.[3] Do ảnh hưởng của bão số 5 tại trạm đảo Lý Sơn (Quảng Ngãi) đã có gió mạnh cấp 8, giật cấp 10; tại trạm đảo Cồn Cỏ (Quảng Trị) có gió giật cấp 8; Dung Quất (Quảng Ngãi) có gió mạnh cấp 6, giật cấp 8; Trà Câu (Quảng Ngãi) gió giật cấp 7. Khu vực từ Quảng Bình đến Bình Định đã có mưa to đến rất to với lượng mưa phổ biến 200-400mm, một số nơi mưa cao hơn và mưa đặc biệt lớn như: Bình Tân (Quảng Ngãi) 914mm; Trà Hiệp (Quảng Ngãi) 818mm; Thượng Lộ (Thừa Thiên Huế) 816mm; Tam Trà (Quảng Nam) 782mm; Trà Kót (Quảng Nam) 698mm; Suối Đá (Đà Nẵng) 698mm; Nam Thạch Hãn (Quảng Trị) 418mm; A Vao (Quảng Trị) 392mm; Đắk Na (Kon Tum) 345mm; Đắk Choong (Kon Tum) 342mm.
- Tàn dư của bão số 5 trở thành những nhiễu động trong đới gió Đông trên cao, đi vào Đà Nẵng trong ngày 13 tháng 9 và tiếp tục gây mưa cho Trung Bộ.
- Quỹ đạo bão số 5 Côn Sơn này khá giống bão số 9, Ketsana năm 2009 nhưng cường độ yếu hơn nhiều.

### Bão Chanthu (Kiko)
Cấp bão Nhật Bản: 115 kt - 905 hPa - Bão cuồng phong
Cấp bão Hoa Kỳ: 155 kt - 902 hPa - Siêu bão cuồng phong cấp 5
Cấp bão Trung Quốc: 68 m/s (trên cấp 17)- 905 hPa - Siêu bão cuồng phong
Cấp bão Đài Loan: 58 m/s -  Siêu bão cuồng phong
Cấp bão Hồng Kông: 240 km/h - Siêu bão
Cấp bão Hàn Quốc: 53 m/s - Bão rất mạnh
Cấp bão Philippines: 265 km/h - Siêu bão cuồng phong
- Cuối ngày 4 tháng 9, có một vùng áp thấp được JMA theo dõi đã mạnh lên thành áp thấp nhiệt đới. ATNĐ này được JTWC theo dõi và được gán số hiệu 19W. Ngày 5 tháng 9, JMA và JTWC nâng cấp 19W thành bão nhiệt đới và được gán tên Chanthu. Suốt 48h từ tối 5/9 đến tối 7/9, bão mạnh lên từ bão nhiệt đới đến siêu bão cấp 5. Bão suy yếu và mạnh lên lại giữa 2 cấp siêu bão cấp 4 và cấp 5. Ngày 10/9, sức gió 10 phút đã đạt tới 115 kn (215 km/h; 130 mph) gió giật đến 175 kn (325 km/h; 200 mph). Vào ngày 13 tháng 9 bão suy yếu đến cấp 1. 15 tháng 9, bão suy yếu thành bão nhiệt đới và dừng di chuyển đến 17 tháng 9. Bão suy yếu thành áp thấp nhiệt đới và tan thành tàn dư ngày 18 tháng 9. Bão tan vào 18:00 UTC ngày 18 tháng 9.
- Trạm Basco (tỉnh Bantanes, Philippines) quan trắc được gió giật 86 m/s (310 km/h) và áp suất mực nước biển thấp nhất là 927,8 hPa.[6]

### Bão Mindulle
Cấp bão Nhật Bản: 105 kt - 910 hPa - Bão cuồng phong
Cấp bão Hoa Kỳ: 140 kt -916  - Siêu bão cuồng phong cấp 5
Cấp bão Trung Quốc: 60 m/s (Cấp 17) - 920 hPa - Siêu bão cuồng phong
Cấp bão Đài Loan: 58 m/s - Siêu bão cuồng phong
Cấp bão Philippines: 215 km/h - Siêu bão cuồng phong
- Vào ngày 21 tháng 9, một vùng thấp xuất hiện từ một nhiễu động ở gần Quần đảo Mariana. Tối cùng ngày, vùng thấp này được JMA nhìn thấy và gán số hiệu thứ 30 cho một áp thấp nhiệt đới có tốc độ dưới 45 km/h (30 mph). Không lâu sau, áp thấp này được JTWC gán số hiệu 20W. Sáng 22/9, 20W mạnh lên thành bão nhiệt đới Mindulle. Vào sáng hôm sau, Mindulle đã đạt sức gió 110 km/h (70 mph) và áp suất 996 hPa (29,41 inHg). Bão mạnh lên thành cấp 1 vào tối 23/9. Bão di chuyển về hướng Tây Bắc với sức gió 150 km/h (90 mph) hướng về Philippines. Mindulle mạnh lên thành bão cấp 2 vào rạng sáng 25/9. Bão nhanh chóng mạnh lên cường độ rất cao khi đạt siêu bão cấp 4 vào tối 25/9. Đến sáng 26/9, bão đã mạnh lên thành cấp 5, trở thành siêu bão cuồng phong thứ 3 trong mùa bão khu vực TBTBD năm 2021. Bão đạt cường độ cực đại lúc 03:00 UTC ngày 26/9 với cường độ 1 phút là 270 km/h (170 mph). Áp suất đạt 910 hPa. Bão suy yếu thành cấp 2 trong 24 giờ từ chiều 26/9 đến chiều 27/9. Bão mạnh lên cấp 3 ngày 28/9 và đi về hướng Bắc-Đông Bắc hướng về Nhật Bản. Mindulle nhanh chóng mạnh lên cấp 4 vào rạng sáng 29/9 và gần như đạt cấp siêu bão. Bão đang di chuyển đến Nhật Bản với tốc độ cao. Vào sáng 30/9, bão suy yếu thành cấp 3, dự báo đi chuyển đến Viễn Đông Nga. Bão suy yếu thành cấp 2 vào tối 30/9 và dần dần chuyển thành xoáy thuận ngoại nhiệt đới. Bão yếu thành áp thấp vào tối 1 tháng 10. JTWC không tiếp tục cảnh báo Mindulle nữa. JMA cảnh báo bão sẽ di chuyển vào Viễn Đông Nga. Bão suy yếu thành áp thấp nhiệt đới và đi vào Viễn Đông Nga với sức gió dưới 30 km/h (15 mph).

### Bão Dianmu - Bão số 6
Cấp bão Việt Nam: Cấp 8 (65 km/h) - Bão (bão thường)
Cấp bão Nhật Bản: 35 kt - 1000 hPa - Bão nhiệt đới
Cấp bão Hoa Kỳ: 35 kt -1001 hPa - Bão nhiệt đới
Cấp bão Trung Quốc: 18 m/s (Cấp 8) - 998 hPa - Bão nhiệt đới
Cấp bão Macao: 75 km/h - Bão nhiệt đới
Cấp bão Hồng Kông: 65 km/h - Bão nhiệt đới
- Vào lúc 16:00 UTC ngày 21/9, sau khi JMA TD 30 (Bão Mindulle) hình thành thì một vùng thấp được NCHMF cảnh báo sẽ mạnh lên xuất hiện trong Biển Đông, cách Manila 327 nmi (605 km; 375 mi) về phía Đông Bắc. Sau đó JMA và JTWC đã đồng loạt phát hiện ra vùng thấp này và gán số hiệu cho vùng thấp này là 21W. Chiều tối ngày 22/9, 21W có những dấu hiệu cho thấy 21W sẽ mạnh lên ngày trong sáng hôm sau khi bão di chuyển nhanh về hướng Bắc-Tây Bắc tiến đến khoảng từ 500–600 km (270–325 nmi) ở vùng Trung và Nam Trung Bộ. Đến trưa 23/09, 21W chính thức mạnh lên thành Bão số 6 (Dianmu).
- Khoảng 23h ngày 23/09, bão số 6 đã chính thức đổ bộ vào đất liền tỉnh Quảng Nam. Tâm bão đi qua huyện Thăng Bình (nằm về phía Bắc trạm khí tượng Tam Kỳ, thành phố Tam Kỳ, tỉnh Quảng Nam). Sau đó bão suy yếu dần, đi sang Lào và Thái Lan yếu thành vùng áp thấp.
- Do ảnh hưởng của bão số 6, tại trạm đảo Lý Sơn (Quảng Ngãi) đã có gió mạnh cấp 8, giật cấp 10; tại trạm đảo Cồn Cỏ (Quảng Trị) có gió mạnh cấp 7, giật cấp 8; tại Dung Quất (Quảng Ngãi) gió mạnh cấp 6, giật cấp 8; tại Hội An (Quảng Nam) có gió giật cấp 7; các nơi khác tại Quảng Bình, Quảng Trị, Thừa Thiên Huế, Đà Nẵng, Quảng Nam có gió giật cấp 6-7.
- Từ ngày 21 đến 25/09 do ảnh hưởng của dải hội tụ nhiệt đới, bão số 6, nhiễu động gió Đông, các tỉnh Bắc và Trung Bộ, Tây Nguyên có mưa vừa, mưa to đến rất to. Tổng lượng mưa đạt từ 100-200mm, một số trạm mưa lớn hơn như: Cửa Ông (Quảng Ninh) 292mm; Mỹ Lộc (Thái Bình) 255mm;; Thái Thụy (Thái Bình) 397mm; Xuân Thủy (Nam Định) 333mm; Sầm Sơn (Thanh Hóa) 371mm; Quỳnh Lưu (Nghệ An) 395mm; Troóc (Quảng Bình) 370mm; Sơn Trạch (Quảng Bình) 415mm; Tam Trà (Quảng Nam) 238mm; Trà Hiệp (Quảng Ngãi) 320mm; Sơn Giang (Quảng Ngãi) 263mm; IaDom (Kon Tum) 279mm,....

### Bão Lionrock (Lannie) - Bão số 7
Cấp bão Việt Nam: Cấp 8 (65 km/h) - Bão (bão thường)
Cấp bão Nhật Bản: 35 kt - 992 hPa - Bão nhiệt đới
Cấp bão Hoa Kỳ: 45 kt - 989  - Bão nhiệt đới
Cấp bão Đài Loan: 18 m/s - Bão nhiệt đới yếu
Cấp bão Trung Quốc: 20 m/s (Cấp 8) - 992 hPa - Bão nhiệt đới
Cấp bão Hồng Kông: 75 km/h - Bão nhiệt đới
Cấp bão Ma Cao: 75 km/h - Bão nhiệt đới
Cấp bão Philippines: 55 km/h - Áp thấp nhiệt đới
- Tối ngày 2 tháng 10, một vùng thấp xuất hiện ở phía Đông Nam Philippines. Đến tối hôm sau, PAGASA ra cảnh báo về vùng thấp này và gán tên là áp thấp nhiệt đới Lannie, đổ bộ phía Nam miền Trung Philippines. Rạng sáng 5/10, Lannie chính thức vào biển Đông. Đến rạng sáng 8/10, Lannie mạnh lên thành bão Lionrock. Chiều 8/10, JTWC nâng sức gió lên thành 40 kn (75 km/h; 45 mph). Tối 8/10, bão đổ bộ vào Hải Nam, đến tối 9/10 bão di chuyển vào Vịnh Bắc Bộ, chuyển hướng Tây-Tây Bắc với tốc độ 15 km/h.
- Trưa 10/10, bão số 7 suy yếu thành áp thấp nhiệt đới, chuyển hướng Tây-Tây Nam. Chiều 10/10, khoảng 15 giờ, bão đã đổ bộ vào đất liền các tỉnh từ Hải Phòng đến Nam Định.[7] Trong đó tâm bão đi vào tỉnh Thái Bình (đi qua trạm thủy văn Ba Lạt, huyện Tiền Hải), sau đó bão suy yếu nhanh thành một vùng áp thấp, đi sâu vào khu vực Đồng bằng Bắc Bộ, sau đó tiếp tục di chuyển hướng Tây qua Thượng Lào và tan dần.
- Trong thời gian bão hoành hành miền Bắc từ ngày 09 đến ngày 10/10, bão đã gây gió mạnh cấp 7, giật cấp 9 ở Bạch Long Vĩ; Phù Liễn (Hải Phòng) gió giật cấp 7; Cô Tô (Quảng Ninh) gió cấp 6 giật cấp 8; Hòn Dáu (Hải Phòng) giật cấp 7; Tp. Thái Bình giật 14 m/s (cấp 7); các nơi khác ở ven biển từ Quảng Ninh đến Ninh Bình có gió giật cấp 5-6. Khí áp thấp nhất đo được tại Đồ Sơn (Hải Phòng) là 998,4 hPa.
- Bão số 7 đổ bộ trái mùa vào miền Bắc năm thứ 2 liên tiếp, bão đã gây một đợt mưa lớn ở các tỉnh Bắc Bộ từ chiều 09/10 do tác động kép với không khí lạnh. Tổng lượng mưa các ngày 09, 10 và 11/10 phổ biến 200-300mm, có nơi trên 300mm, số liệu tại các trạm như sau: Tà Si Láng (Yên Bái): 463 mm, Láng Nhi (Yên Bái): 347 mm, Tam Đảo (Vĩnh Phúc) 323 mm, Yên Hưng (Quảng Ninh) 322 mm, Nâm Xay Luông 3 (Lào Cai) 318 mm, Mẫu Sơn (Lạng Sơn) 316 mm, Tân Minh (Phú Thọ) 303 mm;...

### Bão Kompasu (Maring) - Bão số 8
Cấp bão Việt Nam: Cấp 11 (115 km/h) - Bão mạnh
Cấp bão Nhật Bản: 55 kt - 975 hPa - Bão nhiệt đới dữ dội
Cấp bão Hoa Kỳ: 60 kt - 979 hPa - Bão nhiệt đới
Cấp bão Đài Loan: 110 km/h - Bão nhiệt đới dữ dội
Cấp bão Trung Quốc: 33 m/s (Cấp 12) - 970 hPa - Bão cuồng phong
Cấp  bão Hồng Kông: 120 km/h (Cấp 12) - Bão cuồng phong
Cấp bão Macao: 105 km/h - Bão nhiệt đới dữ dội
Cấp bão Hàn Quốc: 30 m/s - Bão nhiệt đới trung bình
Cấp bão Philippines: 110 km/h - Bão nhiệt đới dữ dội
- Sau Lannie, có một áp thấp nhiệt đới đã được JMA nhìn thấy và đặt cho nó số hiệu TD 34. Sáng 5/10, vùng thấp được PAGASA gán tên Maring, JTWC đặt số hiệu 93W. Sáng 8/10, Maring mạnh thành bão, JMA đặt tên quốc tế là Kompasu. Tuy nhiên, do tồn tại vùng thấp 94W (áp thấp nhiệt đới Nando) gần đó và đang trong quá trình hòa nhập vào nhau, nên JTWC chỉ công nhận là áp thấp gió mùa (Monsoon Depression). Bão hợp lại áp thấp Nando và được JMA nâng sức gió lên 45 kn (85 km/h; 50 mph). Mãi đến ngày 10/10, JTWC mới cho biết 93W và 94W đã nhập vào nhau trở thành cơn bão mang số hiệu 24W. Cùng ngày, Trung tâm DBKTTV Trung ương bắt đầu phát tin bão gần biển Đông với bão Kompasu. Bão Kompasu tăng cường độ lên bão nhiệt đới dữ dội, sức gió 10 phút đến 50 kn; 1 phút đến 55 kn, Sáng 12/10, Kompasu tăng sức gió lên 100 km/h (65 mph) và tiến vào Biển Đông. Lúc này, điều kiện trên biển Đông thuận lợi, bão di chuyển nhanh theo hướng Tây, mạnh thêm 1 cấp (lên cấp 11), riêng Trung Quốc, Hồng Kông cho rằng mạnh cấp 12. Sau đó bão đổ bộ lên Hải Nam vào chiều 13/10, nhưng ngày càng suy yếu do gặp điều kiện bất lợi.
- Rạng sáng 14/10, bão số 8 vào vịnh Bắc Bộ và ngày càng suy yếu thêm do gặp điều kiện không thuận lợi. Sáng 14/10, bão số 8 đã suy yếu thành áp thấp nhiệt đới. Chiều 14/10, áp thấp nhiệt đới tiếp tục suy yếu nhanh thành một vùng áp thấp trên vùng biển ven bờ các tỉnh Nam Định, Ninh Bình, Thanh Hóa. Sau đó, vùng áp thấp đi chậm vào khu vực Thanh Hóa và tan dần. Dù không đổ bộ trực tiếp vào đất liền nhưng do kết hợp với không khí lạnh, bão đã gây gió mạnh cấp 5-7, giật cấp 8-9 cho các tỉnh từ Quảng Ninh đến Thanh Hóa, từ ngày 13 đến ngày 14 tháng 10 năm 2021. Tại trạm đảo Bạch Long Vĩ ghi nhận gió cấp 9, giật cấp 11; Cửa Ông (Quảng Ninh) cấp 6 giật cấp 9, Cô Tô (Quảng Ninh) cấp 6 giật cấp 8, Phù Liễn và Hòn Dấu (Hải Phòng) giật cấp 7, Thái Bình giật cấp 7, Ninh Bình giật cấp 8, Nga Sơn (Thanh Hóa) cấp 6 giật cấp 8,...
- Bão số 8 kết hợp không khí lạnh đã gây ra đợt mưa lớn diện rộng ở Bắc Bộ và Thanh Hóa đến Quảng Trị, từ ngày 13/10 đến ngày 15/10. Lượng mưa phổ biến 50-150mm, một số nơi cao hơn như: Nậm Xây (Lào Cai) 227mm; Bát Xát (Lào Cai) 331mm; Bản Khoang (Lào Cai) 268mm; Bản Mù (Yên Bái) 322mm; Tà Si Láng (Yên Bái) 320mm; Hải Hậu (Nam Định) 364mm; Hạnh Lâm (Nghệ An) 254mm; Đồng Văn (Nghệ An) 267mm; Thuần Thiện (Hà Tĩnh) 323mm; Tân Mỹ (Quảng Bình) 229mm,... (số liệu tính đến 19 giờ ngày 15/10).

### Áp thấp nhiệt đới Nando
Cấp bão Nhật Bản: 25 kt - 1002 hPa - Áp thấp nhiệt đới.
Cấp bão Philipines: 55 km/h - Áp thấp nhiệt đới.
- ATNĐ này hình thành cùng thời điểm với ATNĐ Maring ở phía Đông Philippines (ATNĐ Maring hình thành gần miền Trung Philippines hơn, tiền thân của bão Kompasu). Hoa Kỳ đánh số hiệu đây là vùng thấp 94W (Maring là 93W), hai xoáy thuận nhiệt đới này đã nhập vào làm một trở thành cơn bão Kompasu (thực thể chính thức của Kompasu theo ghi nhận của Nhật là 93W, còn với Hoa Kỳ thì là 94W, dẫu sao theo cách ghi nhận nào thì chúng đều nhập làm một).

### Bão Namtheun
Cấp bão Nhật Bản: 50 kt - 996 hPa - Bão nhiệt đới dữ dội
Cấp bão Hoa Kỳ: 55 kt - 988 hPa - Bão nhiệt đới
Cấp bão Trung Quốc: 33 m/s (cấp 12) - 975 hPa - Bão cuồng phong
- Vào ngày 8 tháng 10, JTWC ghi nhận một khu vực đối lưu vẫn tồn tại khoảng 289 nmi (535 km; 333 mi) từ Đảo Wake, nơi có hoàn lưu ở mức thấp được xác định với dòng chảy tốt. JMA sau đó đã công nhận cùng khu vực đối lưu là áp thấp nhiệt đới vào ngày 9 tháng 10. Vào lúc 14:00 UTC cùng ngày, JTWC đã ban hành TCFA cho khoản đầu tư khi nó phát triển một vùng đối lưu bùng phát đang lưu thông qua LLCC bị che khuất.  Đến nửa đêm ngày hôm sau, JMA nâng cấp nó thành bão nhiệt đới và đặt tên là Namtheun. JTWC công nhận nó là một áp thấp nhiệt đới, ba giờ sau đó, và sáu giờ sau, JTWC đã nâng cấp nó thành một cơn bão nhiệt đới. Namtheun cố gắng duy trì cường độ của nó trong hai ngày, cho đến lúc 09:00 UTC ngày 13 tháng 10, nó bị JTWC hạ cấp thành áp thấp nhiệt đới, khi nó bắt đầu di chuyển về phía tây do sự hiện diện của một sườn núi cận nhiệt đới về phía Đông Nam. của hệ thống. Hình ảnh vệ tinh cho thấy vùng đối lưu sâu đã bị dịch chuyển về phía Đông Bắc và LLCC của hệ thống đã trở nên ít xác định hơn. Tuy nhiên, vào lúc 15:00 UTC ngày hôm sau, JTWC đã nâng cấp nó lên thành bão nhiệt đới, khi nó xâm nhập vào nhiệt độ bề mặt biển ấm áp cho phép hệ thống duy trì cường độ của nó bất chấp sức cắt của gió lớn. Hình ảnh vệ tinh cũng chỉ ra rằng nó đã phát triển các đặc điểm cận nhiệt đới. Thật bất ngờ, Namtheun tiếp tục mạnh lên thành một cơn bão nhiệt đới nghiêm trọng theo JMA lúc 06:00 UTC ngày 16 tháng 10 và bão cấp 1 theo JTWC lúc 09:00 UTC ngày 16 tháng 10. Hình ảnh vệ tinh mô tả rằng hệ thống đã phát triển một lõi nhỏ gọn với cấu trúc đối lưu được cải thiện gần trung tâm của nó. Nó cũng phát triển một tính năng giống như mắt. Sự suy yếu của lực cắt gió dọc là lý do chính cho sự tăng cường và cũng như sự hiện diện của nhiệt độ bề mặt biển thuận lợi một chút 27–28 °C (80–80 °F). Vài giờ sau, cả JMA và JTWC đều giảm cấp thành bão nhiệt đới, vì vùng đối lưu của nó đã suy yếu đáng kể do nhiệt độ bề mặt biển tiếp tục hạ nhiệt và sức cắt của gió mạnh hơn. Namtheun đã quản lý cường độ của nó khi nó tiếp tục theo hướng bắc-bắc nhưng vì nó đang tương tác với đới baroclinic, nó bắt đầu quá trình chuyển đổi ngoại nhiệt đới từ 00:00 đến 15:00 UTC. Trong vài ngày tiếp theo, hệ thống đã di chuyển về phía đông qua Bắc Thái Bình Dương, trước khi trải qua quá trình tăng cường chất nổ và phát triển thành một cơn lốc xoáy bom vào ngày 21 tháng 10, đạt tới đỉnh ngoại nhiệt đới là 951 milibar (28,1 inHg), trong khi nằm ngoài bờ biển Tây Bắc Thái Bình Dương. Sau đó, hệ thống này cong theo hướng bắc rồi theo hướng Bắc-Tây Bắc, trong khi suy yếu dần, trước khi bị hấp thụ vào một xoáy thuận ngoại nhiệt đới khác đang tiến đến từ phía tây, vào cuối ngày 22 tháng 10. Tàn dư ngoại nhiệt đới của Namtheun đã mang mưa lớn và gió mạnh đến Tây Bắc Thái Bình Dương.

### Bão Malou
Cấp bão Nhật Bản: 75 kt - 965 hPa - Bão cuồng phong
Cấp bão Hoa Kỳ: 85 kt -968 hPa - Bão cuồng phong cấp 2
Cấp bão Trung Quốc: 40 m/s (Cấp 13) - 970 hPa - Bão cuồng phong
Cấp bão Đài Loan: 40 m/s - Bão cuồng phong
Cấp bão Hàn Quốc: 32 m/s - Bão cuồng phong
- Vào ngày 20 tháng 10, JTWC ghi nhận một khu vực đối lưu cách Guam khoảng 574 nmi (1.063 km; 661 mi) về phía đông. Hình ảnh vệ tinh hồng ngoại cho thấy nó hình thành một vùng đối lưu bùng phát bị dịch chuyển về phía tây bắc so với trung tâm thực tế, nhưng vào lúc 06:00 UTC ngày hôm sau, JTWC đã ngừng đưa ra lời khuyên về khu vực đối lưu, vì đối lưu của nó đã hoàn toàn tan rã. Vào lúc 18:00 UTC cùng ngày, JMA đã công nhận cùng một khu vực đối lưu, là một khu vực áp suất thấp. Vào lúc 15:00 UTC ngày 22 tháng 10, JTWC bắt đầu đưa ra lời khuyên cho khu vực đối lưu khi nó phát triển đủ đối lưu và hoàn lưu ở mức thấp được xác định kém. Vào ngày hôm sau lúc 18:00 UTC, JMA đã nâng cấp nó thành áp thấp nhiệt đới,  và ba giờ rưỡi sau, JTWC đã ban hành TCFA.  Vào lúc 03:00 UTC ngày 24 tháng 10, JTWC đã nâng cấp thành áp thấp nhiệt đới và được chỉ định là 25W. Sau đó vào lúc 18:00 UTC, JTWC đã nâng cấp nó thành bão nhiệt đới, vì tổ chức của đối lưu đã tăng lên. Sáu giờ sau, JMA cũng làm điều tương tự và đặt tên nó là Malou. Vào giữa ngày hôm sau, JMA đã nâng cấp nó thành một cơn bão nhiệt đới nghiêm trọng. Vào đầu ngày 27 tháng 10, JTWC đã nâng cấp nó lên thành bão cấp 1, vì nó phát triển một đặc điểm giống như con mắt được bao bọc xung quanh một dải xoắn ốc rách rưới. Vào lúc 18:00 UTC cùng ngày, JMA đã nâng cấp nó lên thành bão cuồng phong. Dự định bão sẽ đổ bộ Nhật Bản. Nhưng nó lại ngoặt ra và suy yếu dần.

### Áp thấp nhiệt đới 26W
Cấp bão Việt Nam: Cấp 7 (56 km/h) - Áp thấp nhiệt đới
Cấp bão Nhật Bản: 25 kt - 1006 hPa - Áp thấp nhiệt đới
Cấp bão Hoa Kỳ: 35 kt -1000 hPa- Bão nhiệt đới
Cấp bão Trung Quốc: 15 m/s (Cấp 7) - 1002 hPa - Áp thấp nhiệt đới
Cấp bão Hồng Kông: 55 km/h - Áp thấp nhiệt đới
Cấp bão Macao: 55 km/h - Áp thấp nhiệt đới
- Ngày 22/10, một vùng thấp xuất hiện ở phía Tây Philippines. Sáng hôm sau, vùng thấp đổ bộ vào Philippines. Đến ngày 24/10, vùng áp thấp được Trung tâm Dự báo KTTV phát tin cảnh báo đầu tiên. Đến ngày hôm sau, vùng thấp được vùng thấp vào biển Đông. Sáng 25/10, JTWC gán số hiệu 99W và cùng thời điểm, Trung tâm Dự báo KTTV nâng vùng thấp này mạnh lên thành ATNĐ, sau đó Nhật Bản cũng công nhận nó là ATNĐ. Trưa 26/10, JTWC nâng cấp nó thành áp thấp nhiệt đới 26W. Cường độ mạnh lên cấp 7 khi đi vào vùng biển Khánh Hòa - Ninh Thuận, nhờ gặp vùng đứt gió yếu và điều kiện phần nào thuận lợi.
- Sáng sớm 27/10, ATNĐ đổ bộ vào TP. Nha Trang (Khánh Hòa) với cường độ cấp 6, giật cấp 8. ATNĐ đã gây gió giật mạnh cấp 6-7 cho ven biển các tỉnh từ Bình Định đến Khánh Hòa. Ngoài ra, nó cũng gây mưa lớn kéo dài cho khu vực Trung và Nam Trung Bộ, tiếp nối đợt mưa đã kéo dài từ ngày 22 tháng 10 trước đó.

### Bão Nyatoh
Cấp bão Nhật Bản: 100 kt - 925 hPa - Bão cuồng phong
Cấp bão Hoa Kỳ: 130 kt - 928 hPa -  Siêu bão cuồng phong cấp 4
Cấp bão Trung Quốc: 55 m/s (Cấp 16) - 940 hPa - Siêu bão
Cấp bão Đài Loan: 45 m/s - Bão cuồng phong
- Đầu ngày 26 tháng 11, JTWC ghi nhận sự hình thành của một khu vực đối lưu nằm cách đảo Guam 752 nmi (1.393 km; 865 mi) về phía Đông-Đông Nam và gán số hiệu 93W. Vào ngày hôm sau, JMA đã công nhận 93W là một vùng thấp. Vào lúc 06:00 UTC ngày 28 tháng 11, JTWC đã ban hành TCFA khi nó phát triển một trung tâm được xác định yếu, và đến nửa đêm ngày 28 tháng 11, JMA đã nâng cấp hệ thống lên thành áp thấp nhiệt đới. JTWC theo dõi nó và gán số hiệu 27W vào lúc 15:00 UTC cùng ngày. Sáu giờ sau, JTWC tiếp tục nâng cấp nó thành bão nhiệt đới. Vào nửa đêm ngày hôm sau, JMA theo dõi 27W và đặt tên cho nó là Nyatoh. Sáu giờ sau JTWC tiếp tục nâng cấp nó thành một cơn bão nhiệt đới. Vào nửa đêm ngày hôm sau, JMA theo dõi và đặt tên nó là Nyatoh. Vào ngày 1/12, bão được JMA nâng cấp độ lên bão nhiệt đới dữ dội. 12:00 UTC cùng ngày, JTWC nâng mức bão lên thành bão cấp 1. 8 giờ sau, JMA nâng mức độ lên bão cuồng phong. Sáng hôm sau, JTWC nâng cấp lên thành bão cấp 2, 7 giờ sau, bão được nâng lên thành bão cấp 3. Rạng sáng 3/12 (giờ Việt Nam), bão mạnh lên thành bão cấp 4. 4 giờ sau, bão được JTWC nâng cấp lên thành siêu bão cấp 4. Bão đỉnh điểm vào lúc 21:30 UTC ngày 2/12. Không lâu sau, bão suy yếu thành bão cấp 4 khi mới ở mức siêu bão cấp 4 khoảng gần 7 tiếng. Sau đó, bão suy yếu rất nhanh trong đêm 3/12. Lúc nửa đêm ngày 3/12, bão suy yếu thành bão cấp 3. Rạng sáng ngày 4/12, bão suy yếu thành bão cấp 2, đến sáng cùng ngày, bão suy yếu thành cấp 1. JTWC ngừng theo dõi Nyatoh vào 00:00 UTC ngày 4/12. JMA hạ mức bão còn bão nhiệt đới sau khi JTWC ngừng theo dõi nó. Đến 12:00 UTC cùng ngày, JMA hạ sức gió xuống còn 35 kn (65 km/h; 40 mph). Sáng 5/12, JMA ngừng theo dõi Nyatoh khi nó chỉ còn là một tàn dư.

### Bão Rai (Odette) - Bão số 9
Cấp bão Việt Nam: Cấp 16- Siêu bão
Cấp bão Nhật Bản: 105 kt - 915 hPa - Bão cuồng phong
Cấp bão Hoa Kỳ: 150 kt- 908 hPa - Siêu bão cuồng phong cấp 5
Cấp bão Trung Quốc: 62 m/s (TrênCấp 17) - 915 hPa - Siêu bão cuồng phong
Cấp bão Đài Loan: 51 m/s - Siêu bão cuồng phong
Cấp bão Hồng Kông: 185 km/h - Siêu bão cuồng phong
Cấp bão Philippines: 185 km/h - Siêu bão cuồng phong
- Ngày 10/12, một vùng thấp hình thành từ một sóng nhiệt đới ở 4°36′B 142°24′Đ / 4,6°B 142,4°Đ cách Palau khoảng 350 nmi (650 km; 400 mi). Ngày hôm sau, JTWC phân số hiệu cho vùng thấp này là 97W. Sáng 12/12, vùng thấp được JMA nhìn thấy đặt số hiệu JMA TD 40. Sáng 13/12, JTWC nhìn thấy áp thấp và gán số hiệu là 28W. Khoảng 08:25 UTC cùng ngày, JMA nâng cấp bão thành bão nhiệt đới, đặt tên cho bão là Rai (số hiệu là 2122). 3 giờ sau, JTWC nâng mức bão lên thành bão nhiệt đới. Sáng hôm sau, JMA nâng cấp bão lên thành bão nhiệt đới dữ dội, sau đó, bão đổ bộ vào Palau. 17:00 UTC ngày 14/12, JMA nâng cấp bão thành bão cuồng phong, ngay sau đó, JTWC nâng mức bão thành bão cấp 1. Chiều ngày 15/12, bão được JTWC nâng mức bão thành bão cấp 2, rạng sáng ngày 16/12, bão được JTWC nâng cấp thành bão cấp 4. Lúc 00:00 UTC ngày 16/12, JTWC nâng cấp bão thành siêu bão cấp 4. Bão đạt cực đại lúc 06:48 UTC, bão đạt cấp 5 với sức gió 10 phút/1 phút: 105 kn (195 km/h; 120 mph)/150 kn (280 km/h; 175 mph). Bão suy yếu thành siêu bão cấp 4 sau khi đạt cường độ cực đại không lâu. Chiều 16/12, bão suy yếu thành bão cấp 4 và hoàn lưu đã bao phủ Philippines. Bão tiếp tục suy yếu thành bão cấp 3 vào sáng 17/12. Trưa 17/12, bão suy yếu xuống cấp 14, đồng thời sau đó đi vào Biển Đông trở thành bão số 9 trong năm 2021. Sáng 18/12, trải qua một chu trình thay thế thành mắt bão khi vừa đặt chân vào nam biển Đông, bão mạnh lên cấp 14, còn Hoa Kỳ đưa bão lên thành bão cấp 3 (thang Hoa Kỳ). Tối 18/12 bão mạnh lên cấp 15, giật trên cấp 17 nhờ đi vào vùng biển có nhiều điều kiện thuận lợi. Tại đảo Song Tử Tây (quần đảo Trường Sa), gió bão quan trắc được mạnh tới 45,6 m/s, giật 56,8 m/s (cấp 14 giật cấp 17)[8]; bão đã vặn gãy 2 cột đo gió của trạm khí tượng hải văn Song Tử Tây, nhiều cây xanh trên đảo cũng bị bão quật ngã. Cho đến rạng sáng 19/12, bão tiếp tục mạnh lên thành cấp 5 lần 2 (theo thang Hoa Kỳ), Nhật Bản cũng ghi nhận bão đạt cường độ tương đương với lúc nó đổ bộ Philippines (105 kts, 915 hPa) còn Việt Nam vẫn giữ nguyên cấp 15. Chiều tối 19/12, bão bắt đầu suy yếu dần.
- Sau chưa đầy 48 giờ kể từ khi đạt cường độ mạnh nhất, bão số 9 đã suy yếu một mạch 10 cấp, từ cấp 15 xuống chỉ còn một vùng áp thấp vào đêm 20 tháng 12. Còn JTWC của Mỹ cũng cho biết bão trở thành một áp thấp cận nhiệt đới vào ngày hôm sau.
- Rai trở thành cơn siêu bão cấp 5 thứ 3 trên biển Đông khi vào biển Đông vào ngày 19/12/2021 (sau bão Pamela năm 1954, Rammasun năm 2014); là siêu bão đạt cấp 5 thứ hai khi được đo đạc ban đầu với số liệu tin cậy (thông số cho cơn bão Pamela có thể cao hơn so với thực tế, thông số cho Rammasun được phân tích lại sau mùa bão); Rai cũng là siêu bão mạnh nhất từng ghi nhận tại biển Đông suốt 67 năm kể từ khi bão Pamela đạt cường độ tương tự vào năm 1954 tính theo áp suất của JMA (từ khi có chuỗi số liệu quan trắc thực tế kể từ năm 1951)
- Do ảnh hưởng của bão số 9 kết hợp với không khí lạnh nên ở Quy Nhơn và Hoài Nhơn (Bình Định) đã có gió mạnh cấp 6-7, giật cấp 8-9; Quảng Ngãi-Phú Yên có gió giật cấp 6; đảo Lý Sơn mạnh cấp 9, giật cấp 10, Cù Lao Chàm có gió mạnh cấp 6-7. Ở khu vực từ Quảng Nam đến Khánh Hòa đã có mưa vừa, mưa to, có nơi mưa rất to.

### Áp thấp nhiệt đới 29W
Cấp bão Nhật Bản: 25 kt - 1006 hPa - Áp thấp nhiệt đới
Cấp bão Hoa Kỳ: 30 kt - 1003 hPa - Áp thấp nhiệt đới
- Vào ngày 14 tháng 12, JMA đã nâng cấp một vùng áp thấp di chuyển theo hướng Tây thành áp thấp nhiệt đới. JTWC bắt đầu giám sát hệ thống vào ngày hôm sau, ghi nhận sự hiện diện của một vòng tuần hoàn cấp thấp hợp nhất trong hệ thống. Cơ hội phát triển thành xoáy thuận nhiệt đới của hệ thống từ từ tăng lên, và vào ngày 16 tháng 12 lúc 17:30 UTC, JTWC đã ban hành TCFA cho hệ thống mặc dù dòng chảy của Bão Rai làm lộ một phần hoàn lưu cấp thấp của hệ thống. Đến 21:00 UTC, JTWC đã nâng cấp hệ thống lên thành áp thấp nhiệt đới, đặt tên cho nó là 29W khi nó tiếp tục trong điều kiện phát triển thuận lợi. Ngay sau đó, vào lúc 23:00 UTC, áp thấp nhiệt đới đổ bộ vào phía bắc Kuantan và bắt đầu suy yếu, khiến JTWC đưa ra lời khuyên cuối cùng về hệ thống vào ngày hôm sau. JMA đã ngừng giám sát hệ thống vào ngày 17 tháng 12 lúc 12:00 UTC.
- Sau khi đi qua Bán đảo Malaysia, nó đến eo biển Malacca như một hệ thống áp suất thấp. Mưa lớn dai dẳng và liên tục trong hơn 24 giờ bắt đầu vào ngày 17 tháng 12, gây ra lũ lụt tồi tệ nhất ở miền Trung Malaysia kể từ năm 2014. Lũ lụt cũng được báo cáo ở các bang Kelantan, Terengganu, Pahang, Perak, Negeri Sembilan và Malacca.

### Các xoáy thuận khác

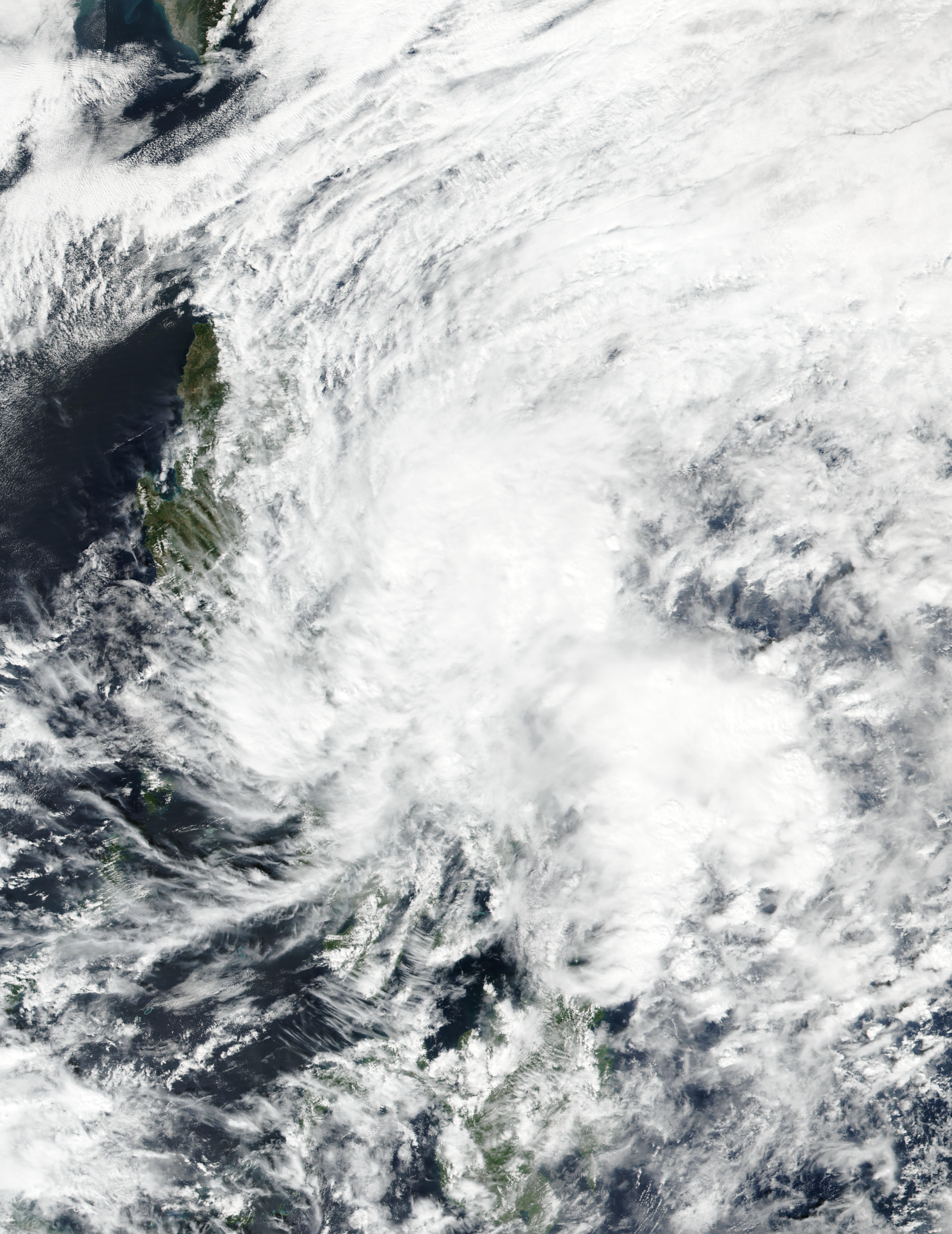
JMA TD 01

Trong ngày 18 tháng 1, JMA báo cáo  một áp thấp nhiệt đới đã hình thành về phía đông của Luzon, Philippines. Tiền thân của áp thấp nhiệt đới mang những trận  mưa rào và dông rải rác cho Mindanao, Palawan và Visayas vào ngày 18 tháng 1. Áp thấp nhiệt đới cũng mang thời tiết mưa bão đến Luzon vào ngày 20 tháng 1. PAGASA cảnh báo người dân về khả năng xảy ra lũ quét và lở đất do lượng mưa lớn. JMA đã ngừng cảnh báo  lên hệ thống cùng ngày hôm đó.

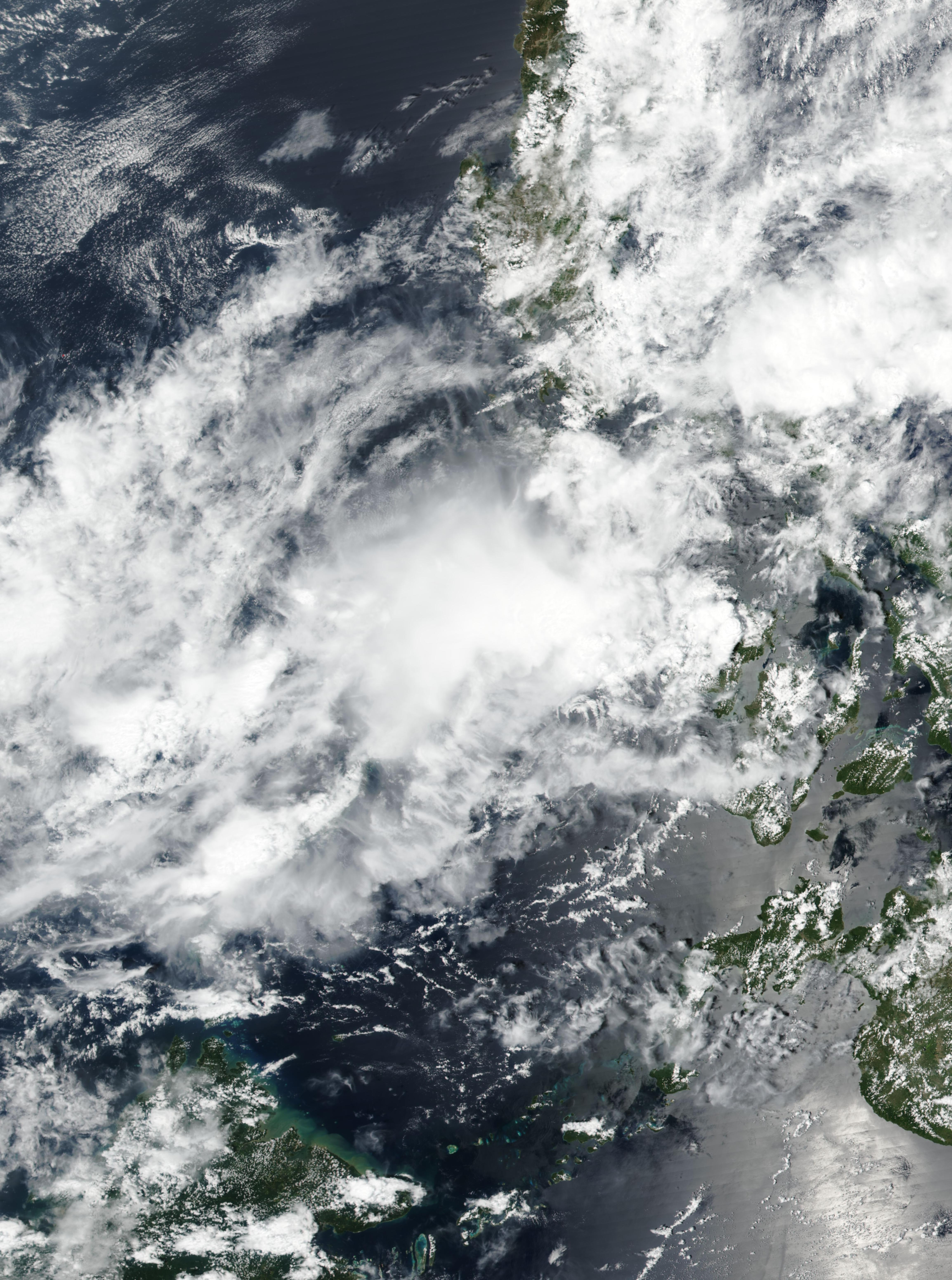
JMA TD 03

Vào ngày 9 tháng 3, một vùng áp thấp đã đi vào Khu vực trách nhiệm của Philippines, mặc dù nó không được cho là sẽ phát triển vào thời điểm đó. Vào ngày 14 tháng 3, vùng áp thấp đã mạnh lên thành áp thấp nhiệt đới trên biển Sulu trước khi nó nhanh chóng suy giảm trở lại thành một vùng áp thấp. Hệ thống mang lại những trận mưa nhẹ đến vừa phải trên các vùng của Philippines, với việc PAGASA khuyến cáo người dân về khả năng xảy ra lũ lụt và lở đất.

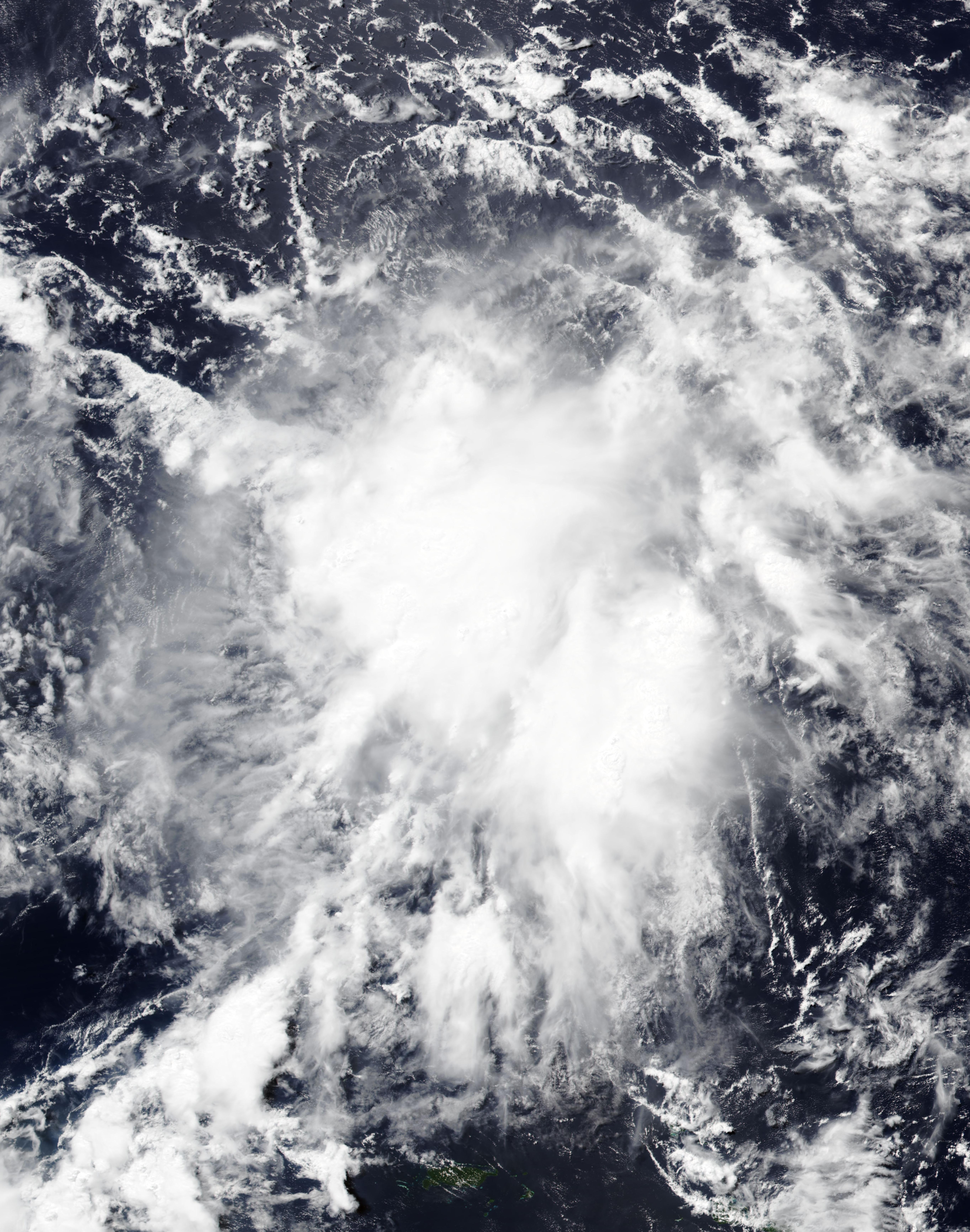
JMA TD 07

Vào ngày 29 tháng 5, JTWC đã ban hành TCFA cho một vùng nhiễu động nhiệt đới có phạm vi khoảng 622 nmi (1.152 km; 716 mi) về phía đông nam của Guam, gần quần đảo Nomoi. Hệ thống dần dần phát triển khi nó trải qua nhiệt độ bề mặt biển ấm áp và sức cắt gió dọc thấp. Vào ngày hôm sau lúc 00:00 UTC, JMA đã công nhận hệ thống này là một áp thấp nhiệt đới. Cùng ngày, JTWC đã hủy bỏ TCFA đối với hệ thống do cấu trúc của nó bị xuống cấp, với lần cuối cùng JMA công nhận hệ thống là một áp thấp nhiệt đới vào ngày 1 tháng 6 lúc 18:00 UTC.

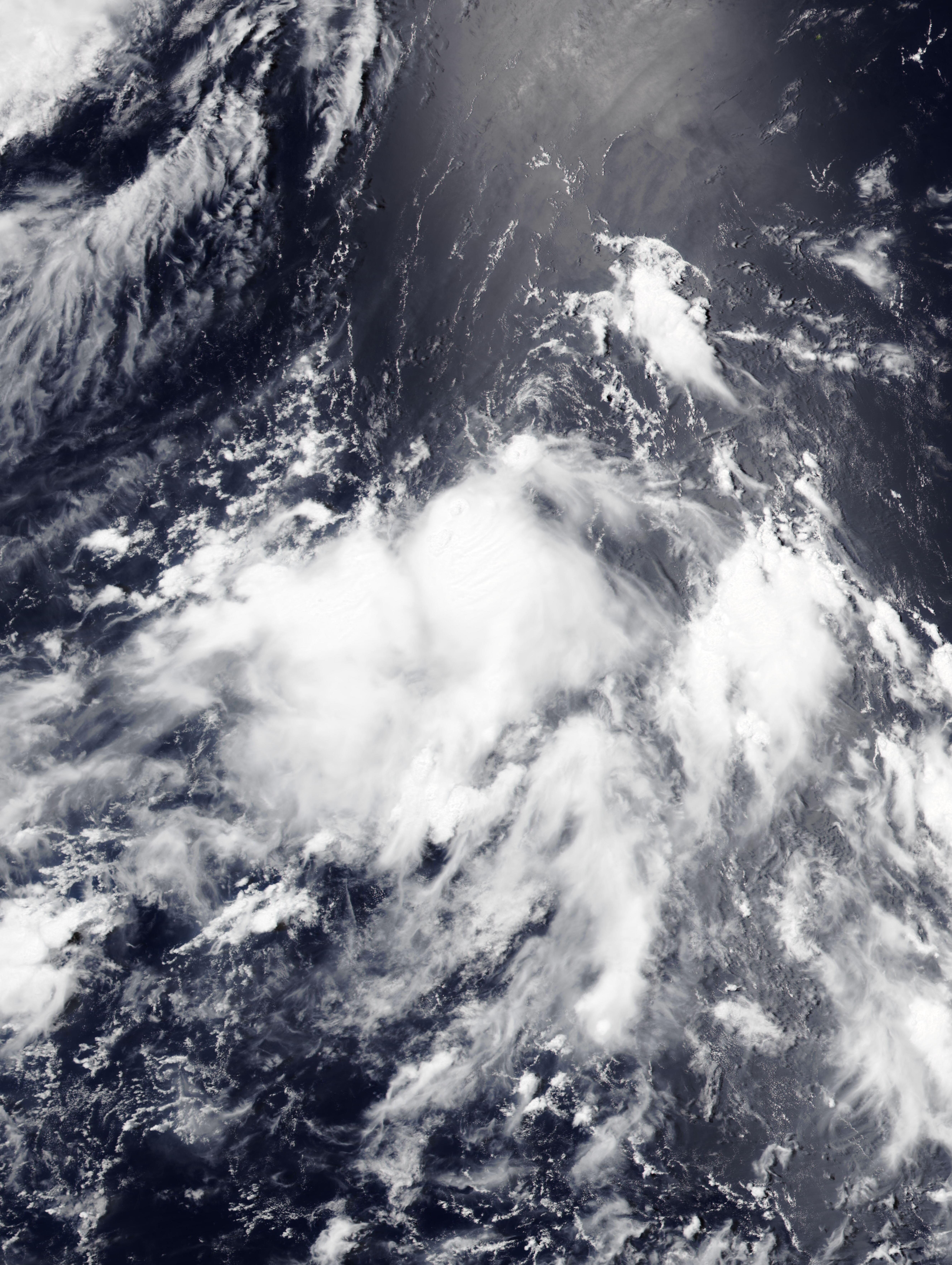
JMA TD 10

Vào ngày 29 tháng 6, một vùng áp thấp hình thành cách Guam 425 nmi (787 km; 489 mi) với hình ảnh vệ tinh tiết lộ rằng hệ thống đã có đối lưu sâu với hoàn lưu ở mức thấp yếu. Trong môi trường thuận lợi với độ cắt gió từ thấp đến trung bình, và nhiệt độ bề mặt biển ấm áp, hệ thống dần dần trở nên có phats triển hơn với một hoàn lưu ở mức thấp xác định hơn. Vào ngày 30 tháng 6, JTWC đã ban hành TCFA cho hệ thống. Vào ngày 1 tháng 7, hình ảnh vệ tinh đa mặt ảnh động cho thấy một hoàn lưu ở mức thấp rất rộng và không rõ ràng với đối lưu bị cắt về phía nam tây nam của vùng nhiễu động, điều này đã khiến JTWC phải hủy bỏ TCFA của hệ thống và hạ cấp cơ hội phát triển của nó trong ngày hôm sau để thấp. JMA không còn coi đây là một áp thấp nhiệt đới trong các khuyến cáo tóm tắt về nhiễu động nhiệt đới của họ vào cùng ngày.

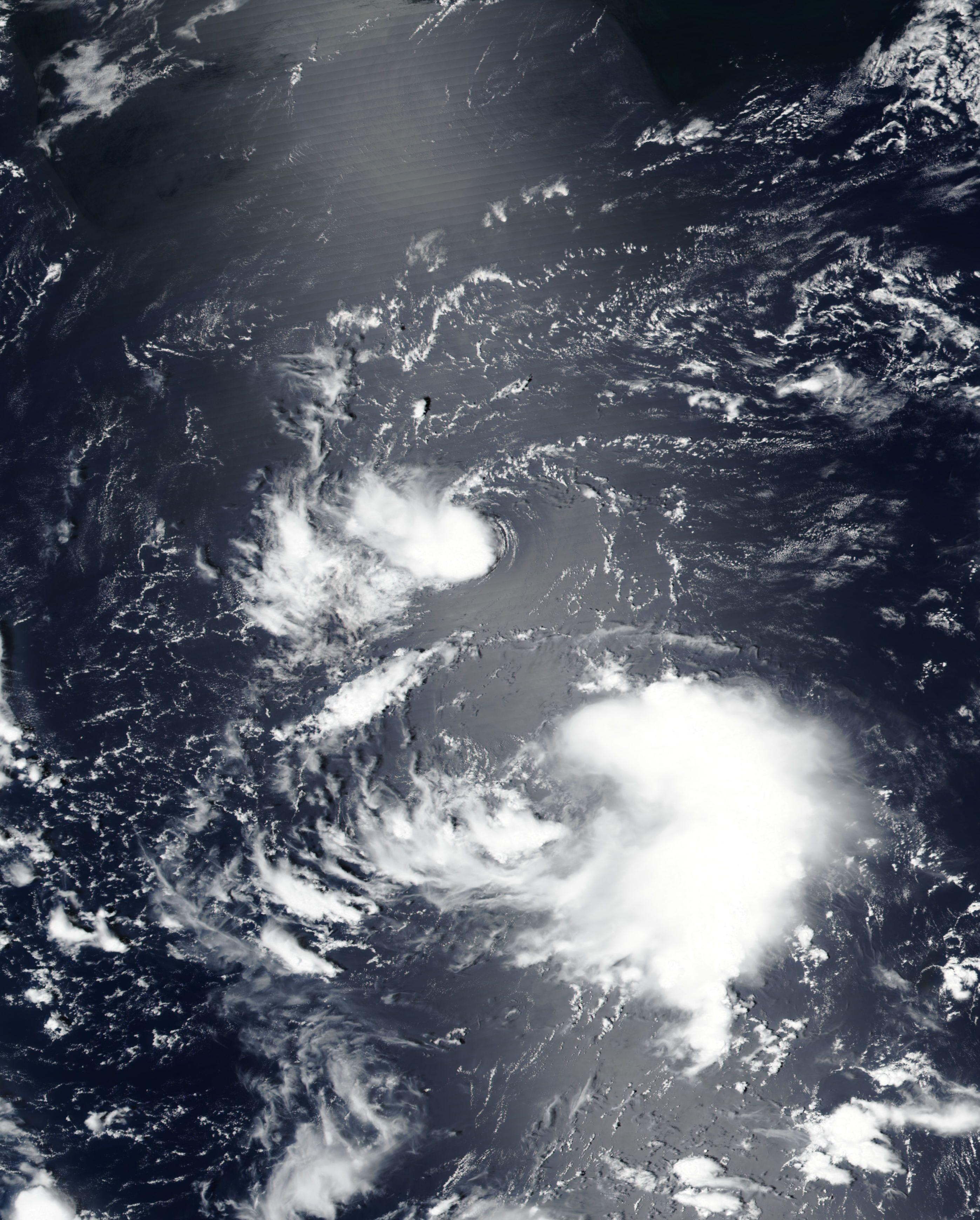
JMA TD 15

Vào ngày 19 tháng 7, lúc 00:00 UTC, một áp thấp nhiệt đới đã được hình thành ở gần  29°00′B 164°00′Đ / 29°B 164°Đ, đang di chuyển về phía Bắc với tốc độ 10 kn (20 km/h; 10 mph) theo JMA. Nó kéo dài trong hai ngày cho đến ngày 21 tháng 7, nó trở thành mức thấp nhất còn sót lại vào lúc 00:00 UTC.

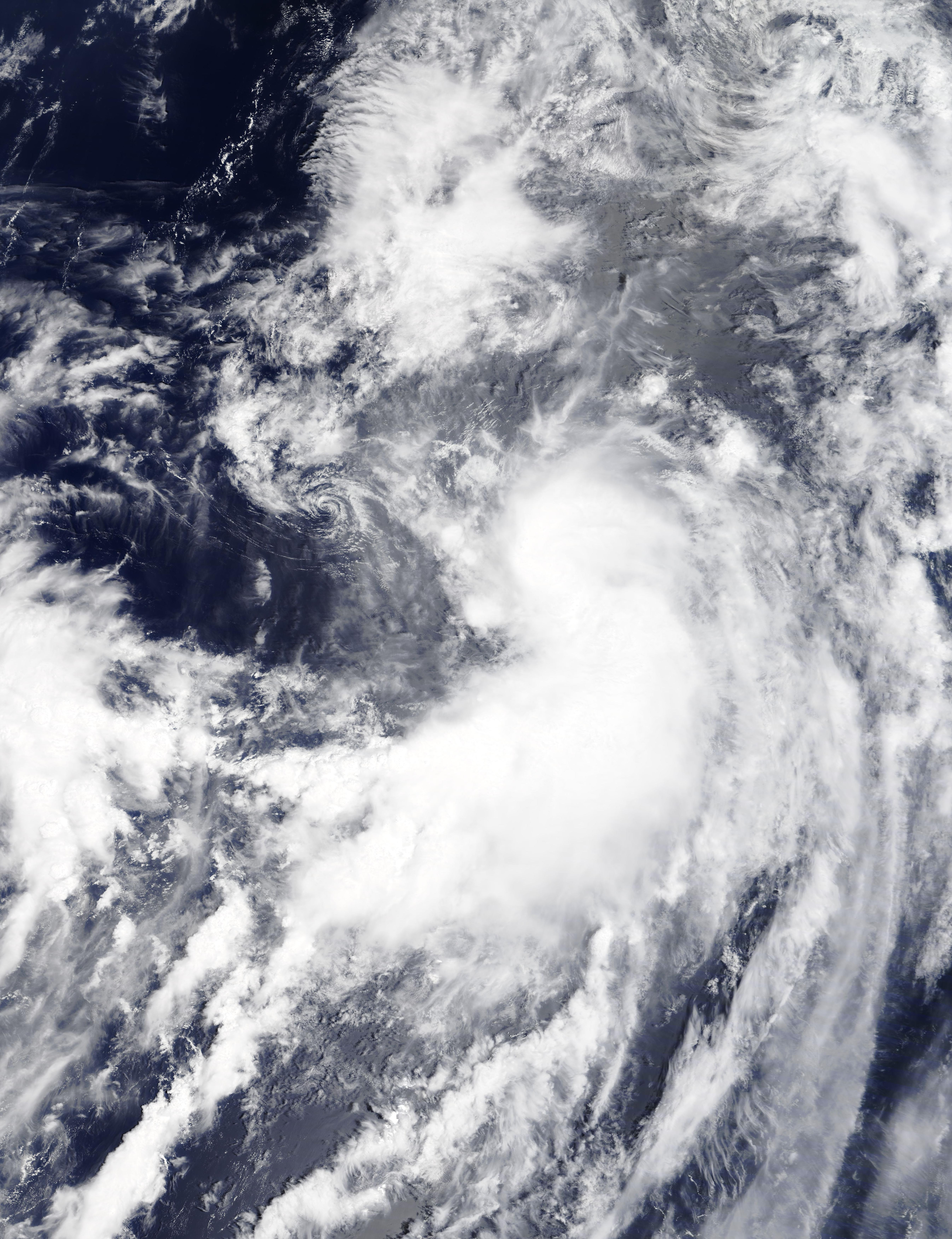
JMA TD 17

Vào ngày 27 tháng 7, lúc 23:45 UTC, JMA đã ghi nhận một áp thấp nhiệt đới gần 29°00′B 152°00′Đ / 29°B 152°Đ, đang di chuyển chậm về phía bắc. Do tương tác gần với bão In-fa (lúc đã suy yếu) nên không đi được quãng đường dài. ATNĐ này tan hoàn toàn vào lúc 02:30 UTC, ngày 29 tháng 7.

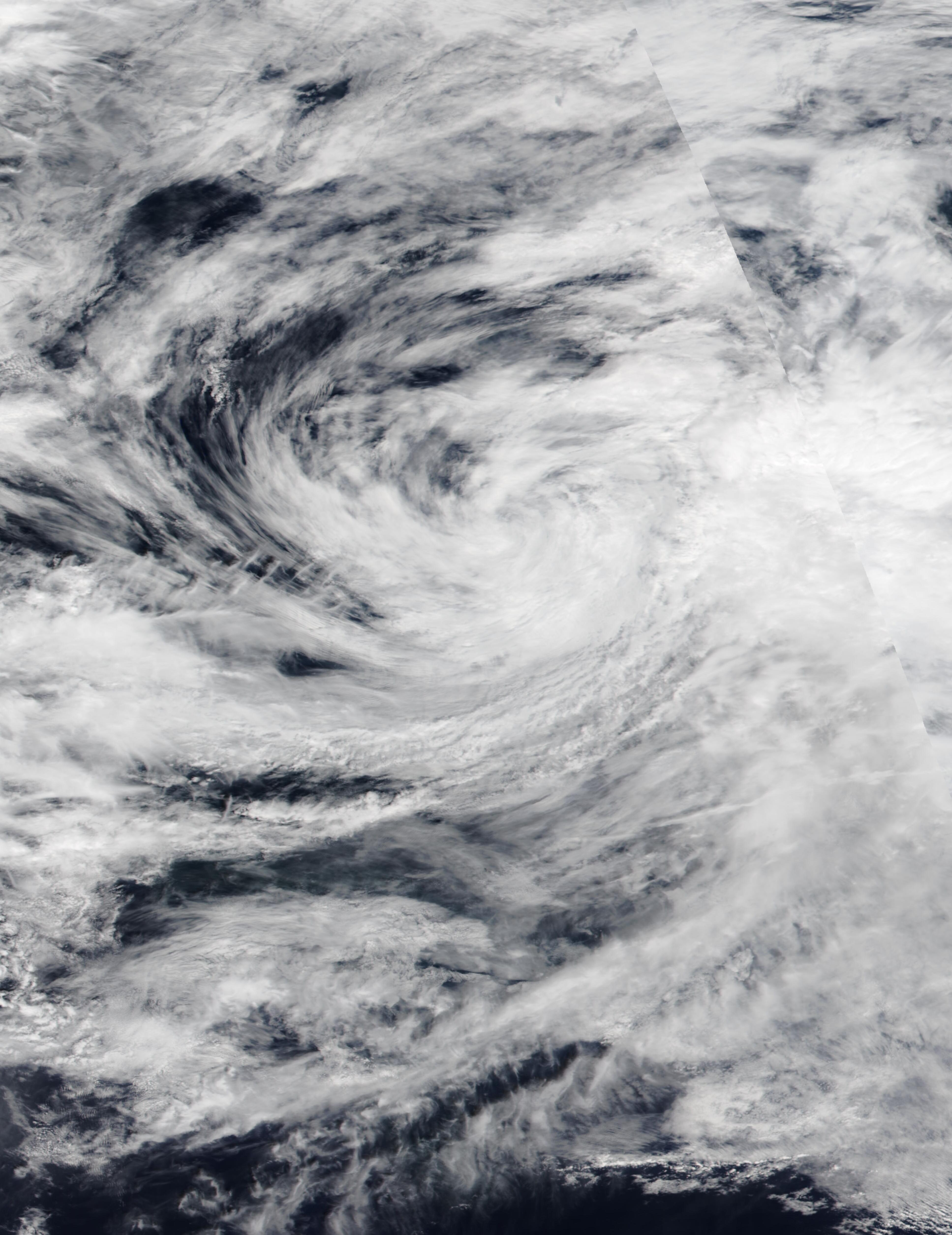
JMA TD 18

Vào ngày 28 tháng 7, lúc 20:00 UTC, JMA đã ghi nhận một áp thấp nhiệt đới gần 28°00′B 142°00′Đ / 28°B 142°Đ, đang di chuyển về phía đông đông bắc rồi đổi thành hướng bắc. JTWC đã gán số hiệu cho áp thấp này là 95W. Ban đầu nó được nhận định rằng nó có thể mạnh lên thành xoáy thuận nhiệt đới trong vòng 24 giờ tới. Tuy nhiên đến gần Nhật Bản thì cơn nay gặp phải những yếu tố bất lợi, gió cắt mạnh nên không thể mạnh lên được. Vì thế áp thấp nhiệt đới suy yếu dần. Khi di chuyển đến gần Hokkaidō thì ATNĐ tan, vào lúc 23:00 UTC ngày 1/8.

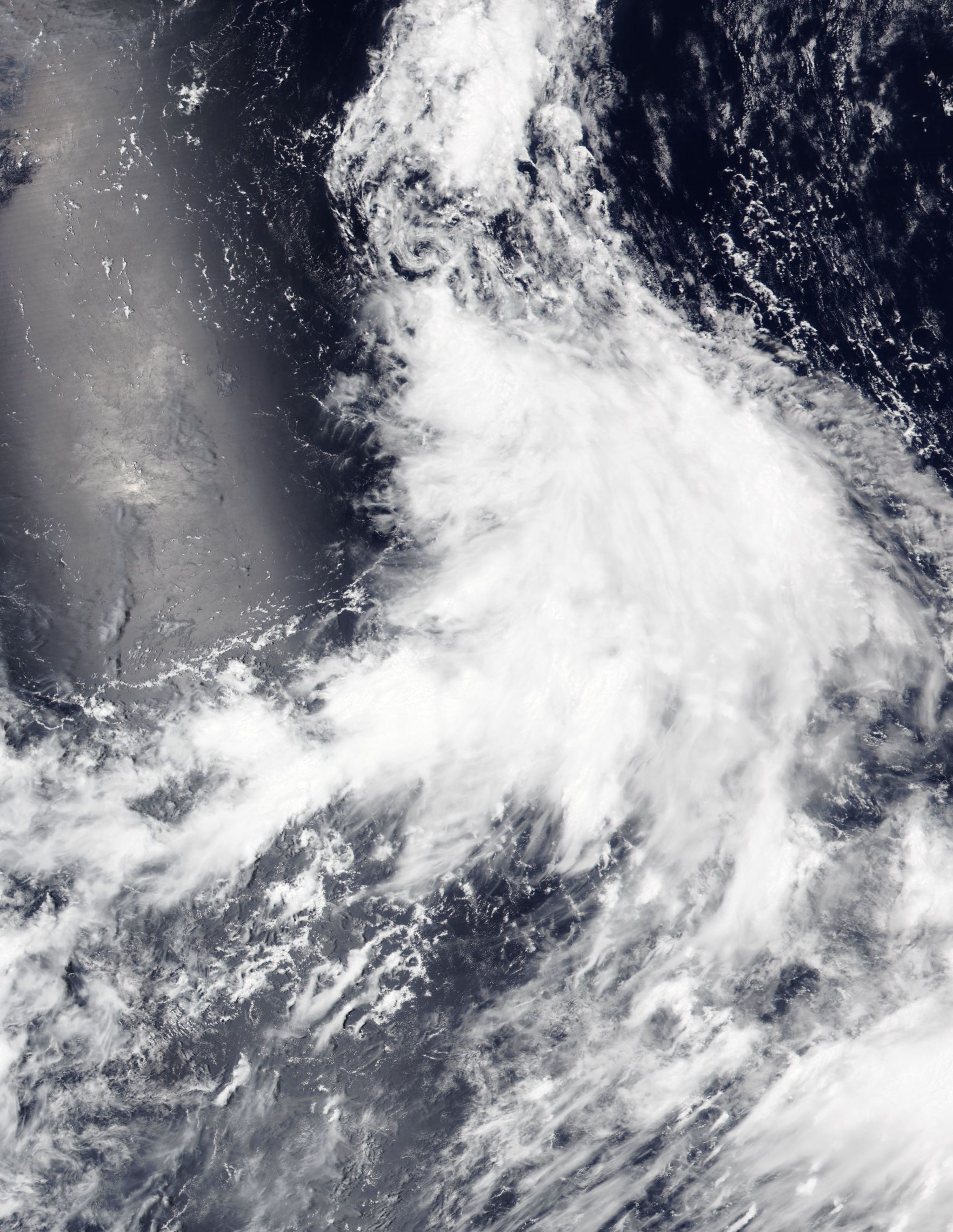
JMA TD 19

Vào ngày 31 tháng 7, lúc 18:00 UTC, JMA đã ghi nhận thêm một áp thấp nhiệt đới hình thành ở gần Nhật Bản. Đến ngày 1 tháng 8, lúc 05:30 UTC, JTWC đã ban hành TCFA cho hệ thống vì nó có một vòng tuần hoàn mức thấp lộ ra với sự đối lưu vô tổ chức liên tục. Sau đó, cơ quan này đã hủy bỏ cảnh báo vào ngày hôm sau vì nó chỉ còn lại một ít luồng đối lưu và nó ít di chuyển hơn. Nó đổ bộ vào Osaka 1 ngày trước khi tan.

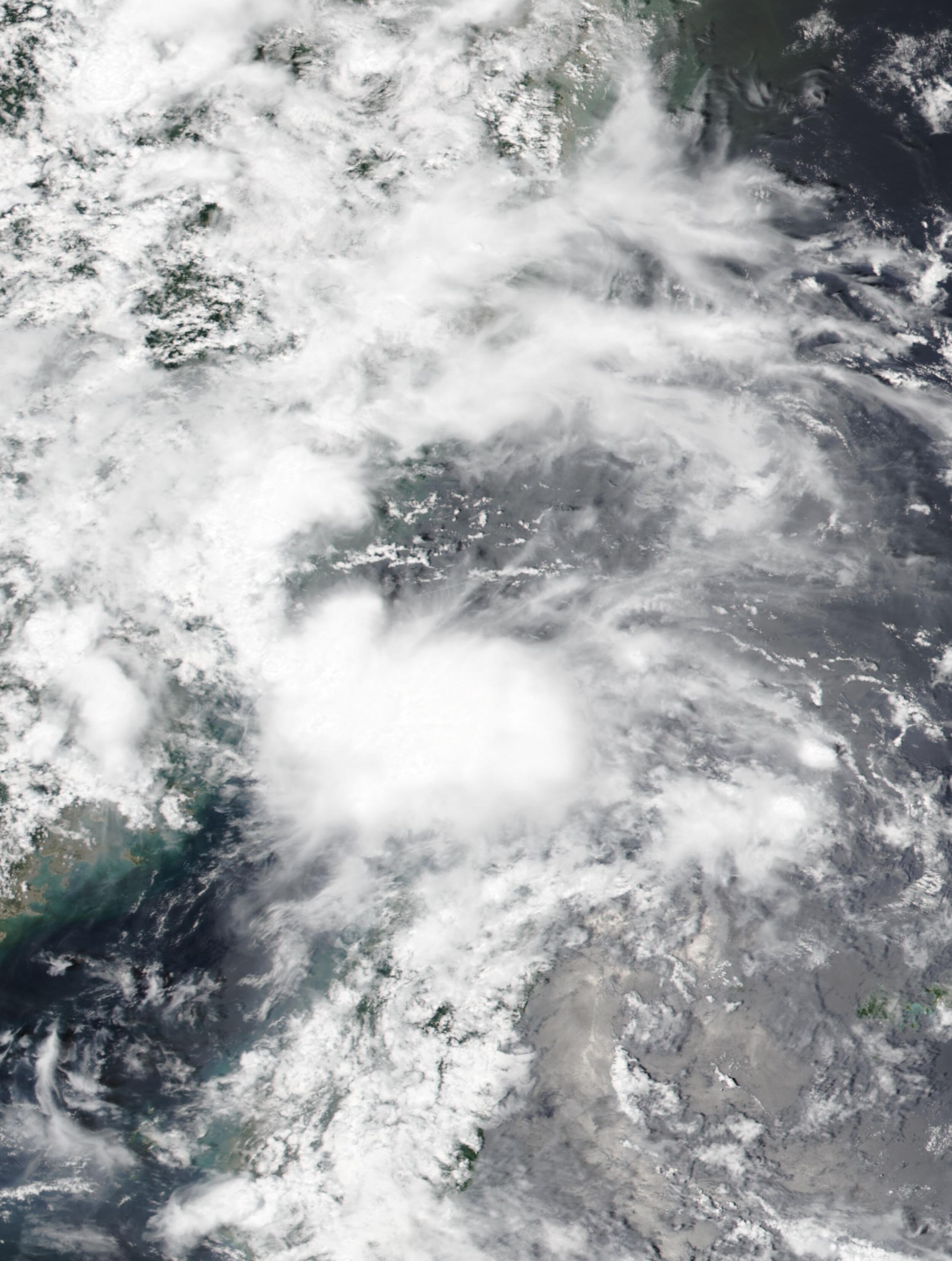
JMA TD 20

Vào ngày 1 tháng 8, lúc 07:00 UTC, JMA lại ghi nhận thêm một áp thấp nhiệt đới nữa xuất hiện trên Quần đảo Ryukyu. Sau đó, nó di chuyển về hướng Nhật Bản rồi vòng lại 180°. Nó di chuyển lòng vòng trong khu vực Quần đảo Ryukyu rồi tan nhanh vào lúc 22:00 UTC ngày 3 tháng 8.

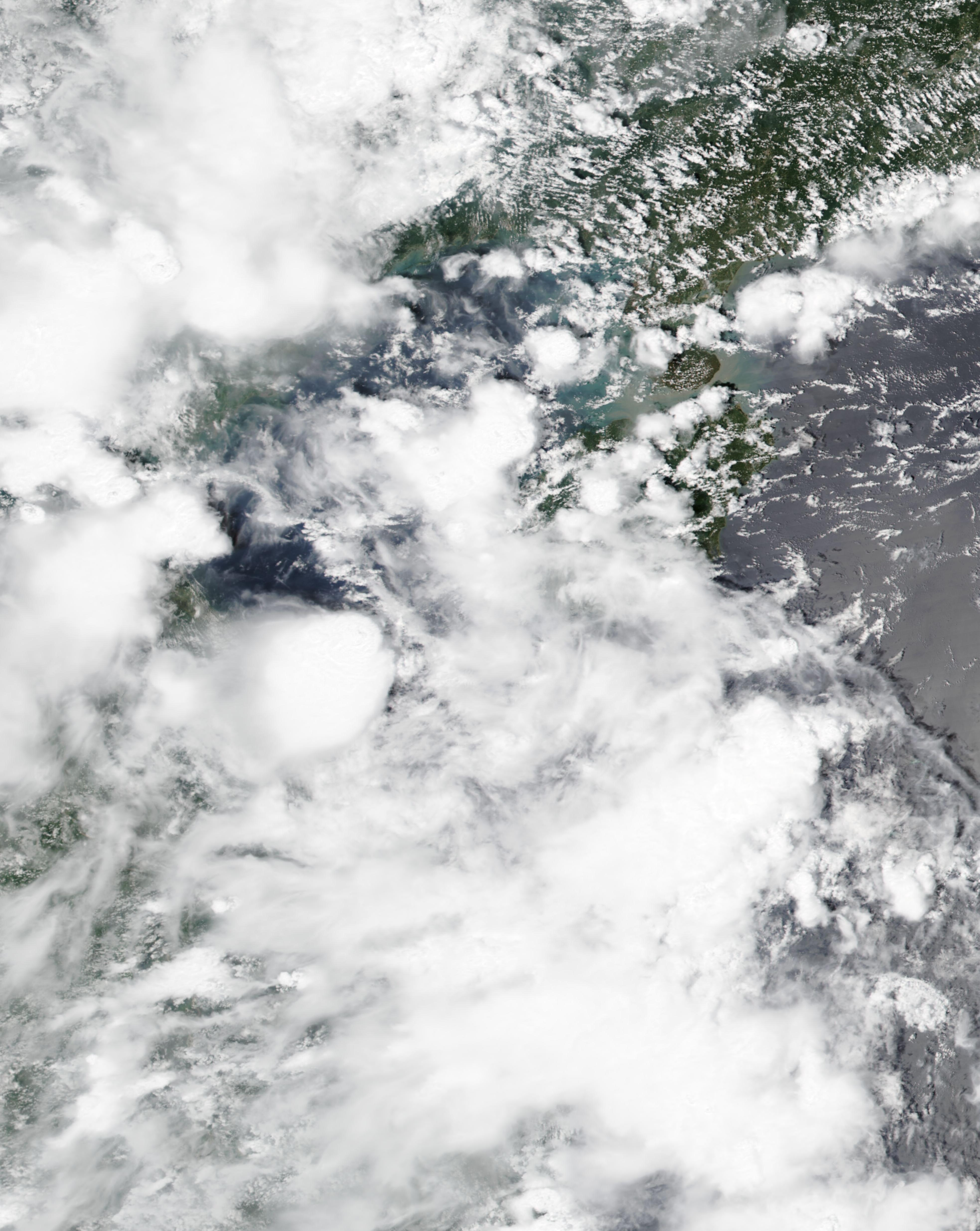
JMA TD 29

Vào lúc 01:00 UTC, ngày 7 tháng 9, JMA ghi nhận một áp thấp nhiệt đới gần đảo Hải Nam, Trung Quốc. Sau đó, áp thấp này đã di chuyển về phía Nghệ An - Hà Tĩnh khiến Bắc Bộ và Thanh Hóa - Thừa Thiên-Huế phải hứng chịu những trận mưa to trong ngày 08/9. Nó được JMA nhìn thấy lần cuối vào tối 8/9, sau khi đi vào Hà Tĩnh sáng cùng ngày, tan trên khu vực Trung Lào. Trung tâm Dự báo KTTV Trung ương chỉ coi nó là nhiễu động gió Đông, những luồng gió Đông Nam đem theo mây ẩm hoạt động mạnh.

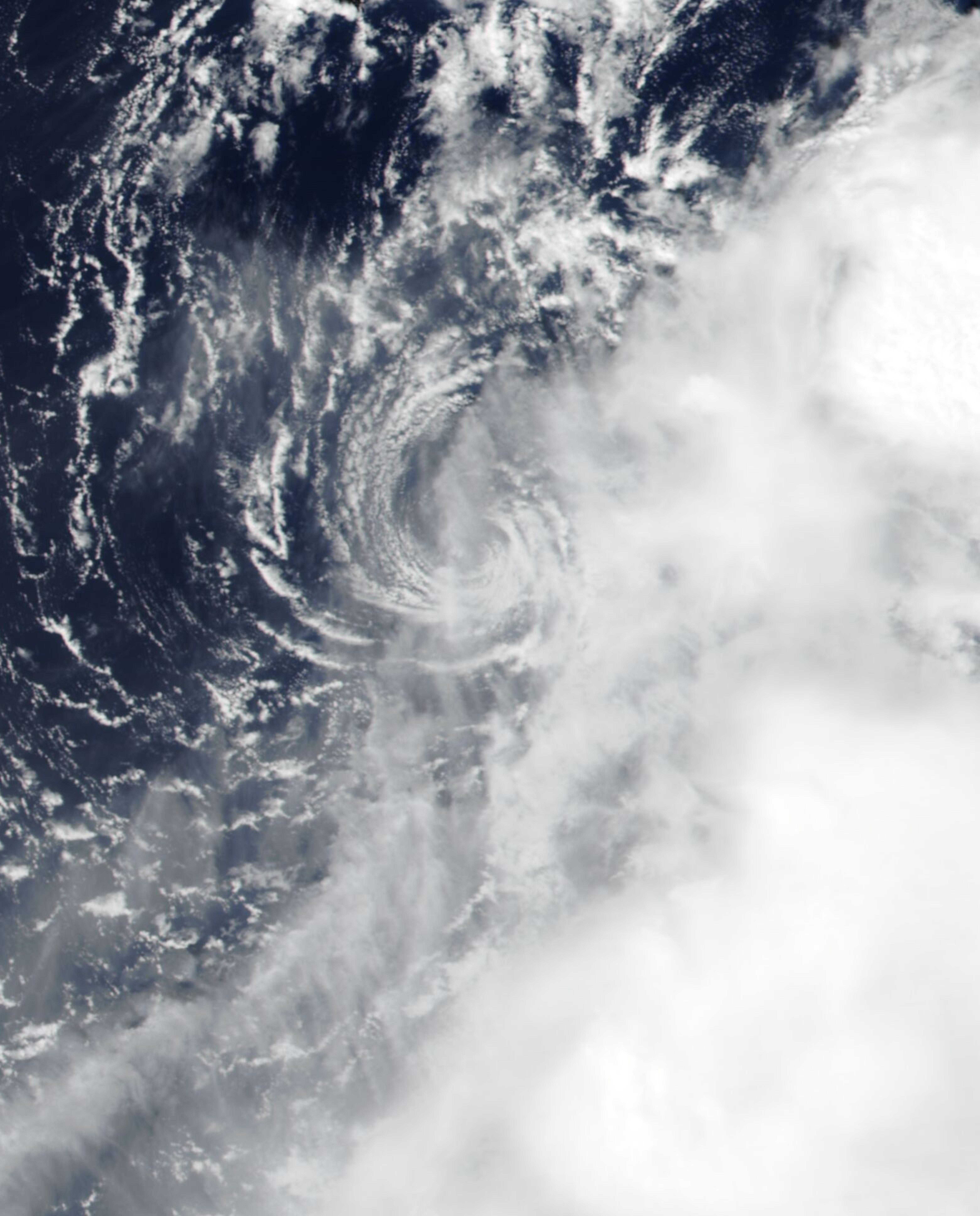
JMA TD 32

Ngày 28/9, một vùng thấp xuất hiện ngay gần bão Mindulle. Vùng thấp di chuyển về hướng Đông và gần như đứng một chỗ. Ngày 29, vùng thấp bị bão Mindulle tác động và càng bị hút lại gần Mindulle hơn. Lúc 11h45 UTC ngày 1/10, vùng thấp suy yếu và biến thành tàn dư trôi về bão Mindulle đang suy yếu.

## Mùa bão và tên bão

### Tổng quan mùa bão
Đây là bảng của tất cả các cơn bão đã hình thành trong mùa bão năm 2021 ở Tây Bắc Thái Bình Dương. Nó bao gồm tên, ngày tháng, sức gió, áp suất, khu vực đổ bộ, thiệt hại và số người chết được biểu thị bằng chữ in đậm. Cái chết trong ngoặc đơn thường là bổ sung hoặc gián tiếp (một ví dụ về cái chết gián tiếp  là một tai nạn giao thông), nhưng vẫn sẽ liên quan đến cơn bão đó. Thiệt hại và tử vong bao gồm tổng số người bị tai nạn, sóng hoặc lũ lụt... và tất cả các con số thiệt hại là vào năm 2021 được tính bằng USD (những sức gió dưới đây được tính bằng sức gió 10 phút của JMA):
| Tên bão                                     | Thời gian hoạt động       | Cấp độ cao nhất          | Sức gió duy trì    | Áp suất               | Khu vực tác động | Tổn thất (USD) | Số người chết | Tham khảo |
| ------------------------------------------- | ------------------------- | ------------------------ | ------------------ | --------------------- | --- | -------------- | ------------- | --------- |
| JMA TD 01                                   | 18 tháng 1 – 20 tháng 1   | Vùng áp thấp             | Không xác định     | 1008 hPa (29.77 inHg) | Philippines | $13,2 triệu    | 3             |           |
| Dujuan (Auring)                             | 16 tháng 2 – 23 tháng 2   | Bão nhiệt đới            | 75 km/h (45 mph)   | 996 hPa (29.41 inHg)  | Palau, Philippines | $3,29 triệu    | 1             |           |
| JMA TD 03                                   | 09 tháng 3 – 15 tháng 3   | Vùng áp thấp             | Không xác định     | 1006 hPa (29.71 inHg) | Philippines | None           | 0             |           |
| Surigae (Bising)                            | 12 tháng 4 – 30 tháng 4   | Siêu bão cuồng phong     | 220 km/h (140 mph) | 895 hPa (26.43 inHg)  | Palau, Philippines, Quần đảo Caroline, Nhật Bản, Sulawesi                                                               | $10,5 triệu    | 10            |           |
| 03W (Crising)                               | 12 tháng 5 – 14 tháng 5   | Áp thấp nhiệt đới        | 55 km/h (35 mph)   | 1004 hPa (29.65 inHg) | Palau, Philippines | $486 nghìn     | 0             |           |
| JMA TD 06                                   | 27 tháng 5 – 01 tháng 6   | Vùng áp thấp             | Không xác định     | 1006 hPa (29.71 inHg) | Không có | None           | 0             |           |
| Choi-wan (Dante) - Bão số 1                 | 29 tháng 5 – 05 tháng 6   | Bão nhiệt đới            | 75 km/h (45 mph)   | 998 hPa (29.47 inHg)  | Palau, Philippines, Đài Loan, Nhật Bản                                                                                  | $6,39 triệu    | 11            |           |
| Bão số 2 (Koguma)                           | 11 tháng 6 – 13 tháng 6   | Bão nhiệt đới            | 65 km/h (40 mph)   | 996 hPa (29.41 inHg)  | Nam Trung Quốc, Bắc Bộ, Bắc Trung Bộ                                                                                    | $9,87 triệu    | 1             |           |
| Champi                                      | 21 tháng 6 – 27 tháng 6   | Bão cuồng phong          | 120 km/h (75 mph)  | 980 hPa (28.94 inHg)  | Quần đảo Mariana | None           | 0             |           |
| JMA TD 10                                   | 29 tháng 6 – 01 tháng 7   | Vùng áp thấp             | Không xác định     | 1006 hPa (29.71 inHg) | Không có | None           | 0             |           |
| 07W (Emong)                                 | 03 tháng 7 – 06 tháng 7   | Áp thấp nhiệt đới        | 55 km/h (35 mph)   | 1004 hPa (29.65 inHg) | Philippines | None           | 0             |           |
| 08W                                         | 05 tháng 7 – 08 tháng 7   | Áp thấp nhiệt đới        | 55 km/h (35 mph)   | 1000 hPa (29.53 inHg) | Bắc Bộ, Philippines, Huyện đảo Hoàng Sa, đảo Hải Nam                                                                    | None           | 0             |           |
| In-fa (Fabian)                              | 16 tháng 7 – 29 tháng 7   | Bão cuồng phong rất mạnh | 155 km/h (90 mph)  | 950 hPa (28.05 inHg)  | Trung Quốc | $1 tỷ          | 6             |           |
| Bão số 3 (Cempaka)                          | 17 tháng 7 – 25 tháng 7   | Bão cuồng phong          | 130 km/h (80 mph)  | 980 hPa (28.94 inHg)  | Trung Nam Trung Quốc, Bắc Bộ, Bắc Trung Bộ                                                                              | $4,25 triệu    | 3             |           |
| JMA TD 15                                   | 19 tháng 7 – 20 tháng 7   | Vùng áp thấp             | Không xác định     | 1012 hPa (29.88 inHg) | Không có | None           | 0             |           |
| Nepartak                                    | 22 tháng 7 – 28 tháng 7   | Bão cận nhiệt đới        | 75 km/h (45 mph)   | 990 hPa (29.23 inHg)  | Honshū | None           | 0             |           |
| JMA TD 17                                   | 27 tháng 7 – 28 tháng 7   | Vùng áp thấp             | Không xác định     | 1004 hPa (29.65 inHg) | Không có | None           | 0             |           |
| JMA TD 18                                   | 28 tháng 7 – 01 tháng 8   | Vùng áp thấp             | Không xác định     | 996 hPa (29.41 inHg)  | Hokkaido | None           | 0             |           |
| JMA TD 19                                   | 31 tháng 7 – 03 tháng 8   | Vùng áp thấp             | Không xác định     | 998 hPa (29.47 inHg)  | Osaka | None           | 0             |           |
| JMA TD 20                                   | 01 tháng 8 – 03 tháng 8   | Vùng áp thấp             | Không xác định     | 996 hPa (29.41 inHg)  | Quần đảo Ryukyu, Đài Loan                                                                                               | None           | 0             |           |
| 12W                                         | 02 tháng 8 – 06 tháng 8   | Áp thấp nhiệt đới        | 55 km/h (35 mph)   | 1004 hPa (29.65 inHg) | Không có | None           | 0             |           |
| Lupit (Huaning) - Bão số 4                  | 02 tháng 8 – 16 tháng 8   | Bão nhiệt đới            | 85 km/h (50 mph)   | 985 hPa (29.09 inHg)  | Bắc Bộ (gián tiếp), Trung Nam Trung Quốc, Đài Loan, Nhật Bản                                                            | $227 triệu     | 7             |           |
| Nida                                        | 03 tháng 8 – 08 tháng 8   | Bão nhiệt đới dữ dội     | 95 km/h (60 mph)   | 992 hPa (29.29 inHg)  | Alaska | None           | 0             |           |
| Mirinae (Gorio)                             | 03 tháng 8 – 10 tháng 8   | Bão nhiệt đới dữ dội     | 95 km/h (60 mph)   | 980 hPa (28.94 inHg)  | Quần đảo Ryukyu, Đài Loan, Alaska, Miyakejima, Tây Canada                                                               | None           | 0             |           |
| Omais (Isang)                               | 06 tháng 8 – 31 tháng 8   | Bão nhiệt đới            | 85 km/h (50 mph)   | 994 hPa (29.35 inHg)  | Quần đảo Marshall, Micronesia, Quần đảo Bắc Mariana, Guam, Quần đảo Ryukyu, Đảo Jeju, Hàn Quốc, Hokkaido, Viễn Đông Nga | None           | 0             |           |
| 17W                                         | 01 tháng 9 – 05 tháng 9   | Áp thấp cận nhiệt đới    | 55 km/h (35 mph)   | 1002 hPa (29.58 inHg) | Không có | None           | 0             |           |
| Conson (Jolina) - Bão số 5                  | 04 tháng 9 – 13 tháng 9   | Bão nhiệt đới dữ dội     | 100 km/h (65 mph)  | 985 hPa (29.09 inHg)  | Philippines, Huyện đảo Hoàng Sa, Bắc Trung Bộ, Trung Trung Bộ, Nam Trung Bộ, Lào                                        | $36,1 triệu    | 22            |           |
| Chanthu (Kiko)                              | 05 tháng 9 – 27 tháng 9   | Siêu bão cuồng phong     | 215 km/h (130 mph) | 905 hPa (26.72 inHg)  | Philippines, Đông Trung Quốc, Đài Loan, Quần đảo Ryukyu, Đảo Jeju, Nhật Bản                                             | $748 nghìn     | 0             |           |
| JMA TD 29                                   | 07 tháng 9 – 08 tháng 9   | Vùng áp thấp             | Không xác định     | 1004 hPa (29.65 inHg) | Đảo Hải Nam, Bắc Bộ, Bắc Trung Bộ                                                                                       | None           | 0             |           |
| Mindulle                                    | 21 tháng 9 – 07 tháng 10  | Siêu bão cuồng phong     | 195 km/h (120 mph) | 910 hPa (26.87 inHg)  | Micronesia, Quần đảo Bắc Mariana, Nhật Bản, Viễn Đông Nga                                                               | Rất ít         | 0             |           |
| Bão số 6 (Dianmu)                           | 21 tháng 9 – 25 tháng 9   | Bão nhiệt đới            | 65 km/h (40 mph)   | 1000 hPa (29.53 inHg) | Quần đảo Trường Sa, Bắc Bộ, Bắc Trung Bộ, Trung Trung Bộ, Nam Trung Bộ, Lào, Thái Lan                                   | Không xác định | 0             |           |
| JMA TD 32                                   | 27 tháng 9 – 01 tháng 10  | Vùng áp thấp             | Không xác định     | 1003 hPa (29.61 inHg) | Không có | None           | 0             |           |
| Lionrock (Lannie) - Bão số 7                | 02 tháng 10 – 11 tháng 10 | Bão nhiệt đới            | 65 km/h (40 mph)   | 992 hPa (29.29 inHg)  | Palau, Philippines, Huyện đảo Hoàng Sa, Đảo Hải Nam, Bắc Bộ, Lào                                                        | $241 nghìn     | 3             |           |
| Kompasu (Maring) - Bão số 8                 | 07 tháng 10 – 15 tháng 10 | Bão nhiệt đới dữ dội     | 100 km/h (65 mph)  | 975 hPa (28.79 inHg)  | Philippines, Đảo Hải Nam, Bắc Bộ, Bắc Trung Bộ                                                                          | $127 triệu     | 44            |           |
| Nando                                       | 07 tháng 10 – 08 tháng 10 | Vùng áp thấp             | Không xác định     | 1002 hPa (29.58 inHg) | Không có | None           | 0             |           |
| Namtheun                                    | 08 tháng 10 – 19 tháng 10 | Bão nhiệt đới dữ dội     | 100 km/h (65 mph)  | 996 hPa (29.41 inHg)  | Tây Bắc Hoa Kỳ ven biển Thái Bình Dương, Alaska                                                                         | None           | 0             |           |
| Malou                                       | 22 tháng 10 – 30 tháng 10 | Bão cuồng phong          | 140 km/h (85 mph)  | 965 hPa (28.50 inHg)  | Quần đảo Ogasawara | None           | 0             |           |
| 26W                                         | 22 tháng 10 – 28 tháng 10 | Áp thấp nhiệt đới        | Không xác định     | 1006 hPa (29.71 inHg) | Philippines, Nam Trung Bộ, Đông Nam Bộ                                                                                  | None           | 0             |           |
| Nyatoh                                      | 26 tháng 11 – 05 tháng 12 | Bão cuồng phong rất mạnh | 185 km/h (115 mph) | 925 hPa (27.32 inHg)  | Quần đảo Bonin | None           | 0             |           |
| Rai (Odette) - Bão số 9                     | 10 tháng 12 – 22 tháng 12 | Siêu bão cuồng phong     | 195 km/h (120 mph) | 915 hPa (27.02 inHg)  | Quần đảo Caroline, Palau, Philippines, Quần đảo Trường Sa, Đảo Hải Nam, Trung Nam Trung Quốc, Ma Cao, Hồng Kông         | $720 triệu     | 408           |           |
| 29W                                         | 13 tháng 12 – 18 tháng 12 | Áp thấp nhiệt đới        | Không xác định     | 1006 hPa (29.71 inHg) | Malaysia | $70 triệu      | 27            |           |
| Tổng tỷ số mùa bão                          |                           |                          |                    |                       | |                |               |           |
| 41 xoáy thuận nhiệt đới (Surigae mạnh nhất) | 18 tháng 1 – 22 tháng 12  |                          | 220 km/h (140 mph) | 895 hPa (26.43 inHg)  | | $2,77 tỷ       | 554           |           |

Chú ý – Quy ước các vùng để xác định vùng ảnh hưởng trực tiếp vùng đổ bộ của bão trên đất liền
- Việt Nam: Bắc Bộ (Bao gồm cả Tây Bắc Bộ, Đông Bắc Bộ, Đồng bằng Bắc Bộ); Bắc Trung Bộ (Thanh Hóa - Quảng Bình), Trung Trung Bộ (Quảng Trị - Quảng Ngãi), Nam Trung Bộ (Bình Định - Bình Thuận), Tây Nguyên, Nam Bộ (Bao gồm cả Đông Nam Bộ và Tây Nam Bộ). Các vùng này được xác định riêng biệt, không gọi chung là Việt Nam.
  - Trung Quốc: Nam Trung Quốc (Quảng Đông - Ma Cao); Đông Trung Quốc (Phúc Kiến, Thiên Tân và các tỉnh phụ cận); Đông Bắc Trung Quốc (Hắc Long Giang - Nội Mông). Các tỉnh còn lại (chủ yếu khu Tây Tạng, Tây Bắc Trung Quốc) ít hoặc hầu như không chịu ảnh hưởng của xoáy thuận nhiệt đới nên không nói đến. Nếu có 2 vùng trở lên thì gọi chung là Trung Quốc.

### Tên quốc tế
Các xoáy thuận nhiệt đới được đặt tên theo danh sách bên dưới do Trung tâm Khí tượng Chuyên ngành Khu vực ở Tokyo, Nhật Bản, khi một xoáy thuận đạt đến cường độ bão nhiệt đới. Các tên gọi do các thành viên của ESCAP/WMO Typhoon Committee đề xuất. Mỗi nước trong số 14 nước và vùng lãnh thổ thành viên đưa ra 10 tên gọi, được sử dụng theo thứ tự ABC, bằng tên tiếng Anh của quốc gia đó. Ngoài ra có 4 tên mới gồm: Surigae, Cempaka, Koguma và Nyatoh thay thế Mujigae, Melor, Koppu và Meranti. Sau đây là 22 tên gọi của các cơn bão trong năm 2021:
| Tên bão JMA     | Tên bão JMA    | Tên bão JMA     | Tên bão JMA     |
| --------------- | -------------- | --------------- | --------------- |
| Dujuan (2101)   | Surigae (2102) | Choi-wan (2103) | Koguma (2104)   |
| Champi (2105)   | In-fa (2106)   | Cempaka (2107)  | Nepartak (2108) |
| Lupit (2109)    | Mirinae (2110) | Nida (2111)     | Omais (2112)    |
| Conson (2113)   | Chanthu (2114) | Dianmu (2115)   | Mindulle (2116) |
| Lionrock (2117) | Kompasu (2118) | Namtheun (2119) | Malou (2120)    |
| Nyatoh (2121)   | Nyatoh (2121)  | Rai (2122)      | Rai (2122)      |

### Tên địa phương của Philippines
- Cục quản lý Thiên văn, Địa vật lý và Khí quyển Philippines (PAGASA) sử dụng danh sách tên bão riêng của họ để đặt cho một xoáy thuận nhiệt đới khi nó đi vào khu vực theo dõi của họ. PAGASA đặt tên cho áp thấp nhiệt đới đã hình thành trong khu vực theo dõi của họ và những xoáy thuận nhiệt đới di chuyển vào khu vực theo dõi của họ. Nếu danh sách các tên trong năm đó bị sử dụng hết, tên sẽ được lấy từ một danh sách phụ trợ, và danh sách tên bão sẽ được đưa ra trước khi mùa bão bắt đầu. Các tên được lấy từ một danh sách các tên, được sử dụng lần cuối trong năm 2017 và được lên kế hoạch sử dụng lại trong năm 2025.  Tất cả các tên đều giống nhau ngoại trừ Uwan, Verbena, thay thế tên Urduja và Vinta sau khi bị khai tử.

| Danh sách tên bão Philippines | Danh sách tên bão Philippines | Danh sách tên bão Philippines | Danh sách tên bão Philippines | Danh sách tên bão Philippines |
| ----------------------------- | ----------------------------- | ----------------------------- | ----------------------------- | ----------------------------- |
| Auring (2101)                 | Bising (2102)                 | Crising                       | Dante (2103)                  | Emong                         |
| Fabian (2106)                 | Gorio (2110)                  | Huaning (2109)                | Isang (2112)                  | Jolina (2113)                 |
| Kiko (2114)                   | Lannie (2117)                 | Maring (2118)                 | Nando                         | Odette (2122)                 |

### Số hiệu bão và áp thấp nhiệt đới tại Việt Nam
Năm 2021, trên biển Đông xuất hiện 9 cơn bão và 3 áp thấp nhiệt đới được nước ta công nhận.
Ở Việt Nam một cơn bão (áp thấp nhiệt đới) được đặt số hiệu khi nó đi vào vùng thuộc phạm vi theo dõi của Trung tâm Dự báo Khí tượng Thủy văn Trung ương được xác định trên biển Đông phía Tây kinh tuyến 120 độ kinh Đông và phía bắc vĩ tuyến 5 độ vĩ Bắc. Số hiệu của bão được đặt theo số thứ tự xuất hiện của nó trong năm ví dụ: Bão số 1, bão số 2, áp thấp nhiệt đới 1,...
Dưới đây là các cơn bão/ATNĐ đã được Trung tâm Dự báo Khí tượng Thủy văn Trung ương đặt số hiệu trong năm 2021 (kèm theo là vùng đổ bộ):
- Bão số 1 (Choi-wan) - Ra khỏi biển Đông.
- Bão số 2 (Koguma) - Đổ bộ vào tỉnh Thanh Hoá.
- Bão số 3 (Cempaka) - Đổ bộ vào phía Bắc tỉnh Quảng Ninh
- Bão số 4 (Lupit) - Đổ bộ miền Nam Trung Quốc
- Bão số 5 (Conson) - Yếu thành vùng thấp ở vùng biển ven bờ tỉnh Quảng Ngãi (đi vào Đảo Lý Sơn).[3]
- Bão số 6 (Dianmu) - Đổ bộ vào tỉnh Quảng Nam.
- Bão số 7 (Lionrock) - Đổ bộ vào phía Nam tỉnh Thái Bình.
- Bão số 8 (Kompasu) - Suy yếu thành vùng áp thấp rồi đi vào đất liền phía Nam tỉnh Thanh Hóa.
- Bão số 9 (Rai) - Tan ở vùng biển Bắc Biển Đông.

- Áp thấp nhiệt đới 1 (08W) tháng 7 - Yếu thành vùng thấp rồi đổ bộ vào tỉnh Thanh Hoá.
- Áp thấp nhiệt đới 2 (Emong) tháng 7 - Yếu thành vùng thấp ở Đông Bắc biển Đông.
- Áp thấp nhiệt đới (26W) tháng 10 - Đổ bộ vào tỉnh Khánh Hòa.

Chú ý:
- Nếu bão ở trên biển Đông đang hoạt động mà chưa đến đất liền thì được coi như là Chưa đổ bộ, còn nếu bão vào đất liền thì được coi như là Đổ bộ vào tỉnh nào/Khu vực nào. Tỉnh ven biển đầu tiên mà tâm bão đi qua tại Việt Nam được tính là nơi đổ bộ chính thức của bão ở nước ta.